# Vickers 381/45 mm modelo B
El cañón Vickers de 381/45 mm, también conocida como 38 con 1, expresado en cm, fue una pieza de artillería naval usada en España como artillería de costa para la defensa de las bases navales de Cartagena, El Ferrol, Mahón y, posteriormente, el Estrecho de Gibraltar, estando en servicio entre los años 1933 y 2008. Es la pieza de mayor calibre usada en España. Su dotación era de quince personas.

## Historia
En el año 1898 se inicia, por parte del almirante Ferrándiz, el Plan de Flota,  siendo continuado por el almirante Sánchez de Toca en el año 1903, en un intento de modernizar la marina de guerra y sus instalaciones, tras el desastre de Guerra hispano-estadounidense, creándose la Sociedad Española de Construcción Naval en 1908. Este plan sería la base para el futuro Plan de Primo de Rivera.
El modelo 1926 se diseñó, inicialmente, para el acorazado brasileño Riachuelo cuya compra fue cancelada en el año 1914. España compró este modelo para su montaje en torres simples para la defensa de las costas españolas, según el Plan Primo de Rivera de 1926.

Para el disparo disponía de una dirección de tiro Vickers y un telemetro Barr-Stroud de 9'14 m, aunque no todas las piezas pudieron ser equipadas con el material original, por lo que varias de ellas se debieron equipar con material Costilla,tanto direcciones de tiro como telémetros.
De acuerdo con el Plan Primo de Rivera, se instalaron inicialmente en: Ferrol (Baterías de Costa del Golfo Ártabro), Cartagena (Batería de Castillitos y Batería de Cenizas) y Mahón (Fortaleza de La Mola). En el año 1940 se inician los estudios para el desartillado de una de las baterías instaladas en El Ferrol, optándose por la batería de Campelo Alto, trasladando el material a la Batería de Punta Paloma (Tarifa).
En marzo de 1942 un proyectil de la pieza número 2 de ésta Batería estalló en el interior del tubo, provocando su inutilización, tomándose la decisión de desartillar la Batería de Favaritx, quedando la Batería de Paloma Alta con tres piezas. En el año 2008 se dispara el último proyectil, siendo sustituido el citado material por el obús 155/52 Santa Bárbara adaptado como artillería de costa.
El 26 de junio de 1953 se produce un accidente en la batería de Llucalary Archivado el 4 de agosto de 2017 en Wayback Machine., en la que murieron 28 personas, al incendiarse la pólvora de la carga durante el proceso de carga del cañón.
Las baterías estaban formadas por dos piezas de 381/45 mm más sus elementos auxiliares, excepto de la de Punta Paloma, formada por tres piezas.

## Descripción de la pieza
Es un cañón naval de 381 mm de calibre, con una longitud de tubo de 45 calibres, de ánima rayada y cierre de tornillo, de retrocarga y obturación por galleta plástica, freno hidráulico y recuperador neumático.

### Tubo
De acero al cromo-níquel, forjado y templado. Está formado por un tubo interior, el ánima, la cual está reforzada por otros tres tubos de distinta longitud, y un manguito en la parte de atrás en donde encaja el tornillo del cierre. Los dos extremos de la recámara son troncocónicos; el delantero para el forzamiento del proyectil y el posterior para el alojamiento del obturador. El ánima tiene 76 rayas, dando una vuelta en 30 calibres (11430 mm) de paso continuo. 
Tras cada disparo se inyectaba en el ánima aire a presión, para expulsar los gases del disparo y residuos, así como agua para apagar restos de pólvora que quedasen adheridos al obturador o al ánima del cañón.

### Cierre
De tornillo, tipo Vickers (sistema Welin), de accionamiento hidráulico o manual, con varios sectores lisos y rayados. En el tornillo del cierre, en la parte anterior, se encuentra el obturador. Básicamente consiste en una pieza metálica en forma de seta que en el momento de disparar, por la acción de los gases, comprime una galleta plástica formada por grasa o sebo envuelta en amianto, cerrando la parte trasera de la recámara evitando la fuga de gases y sellando la recámara.

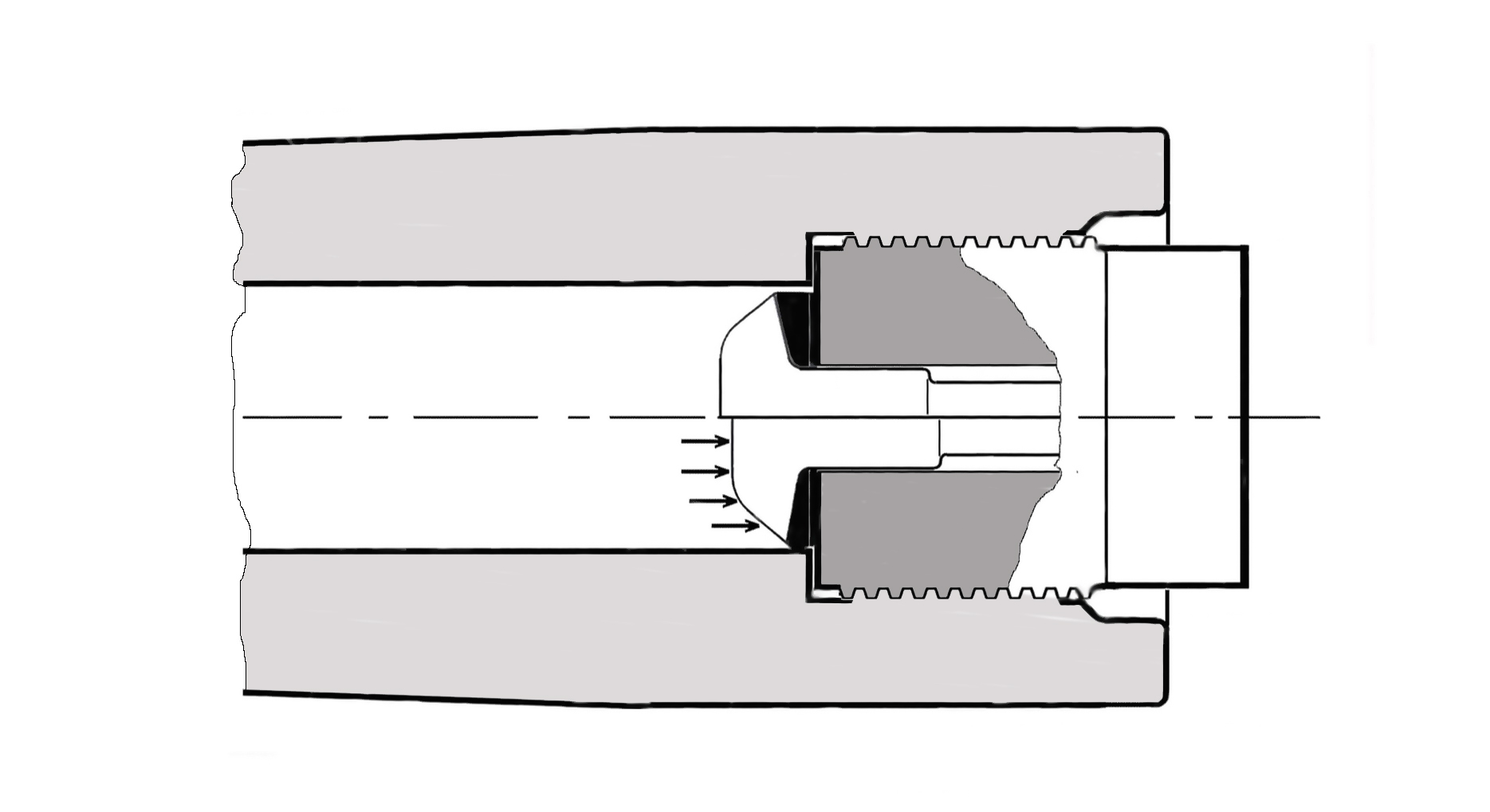
Obturador sistema De Bange
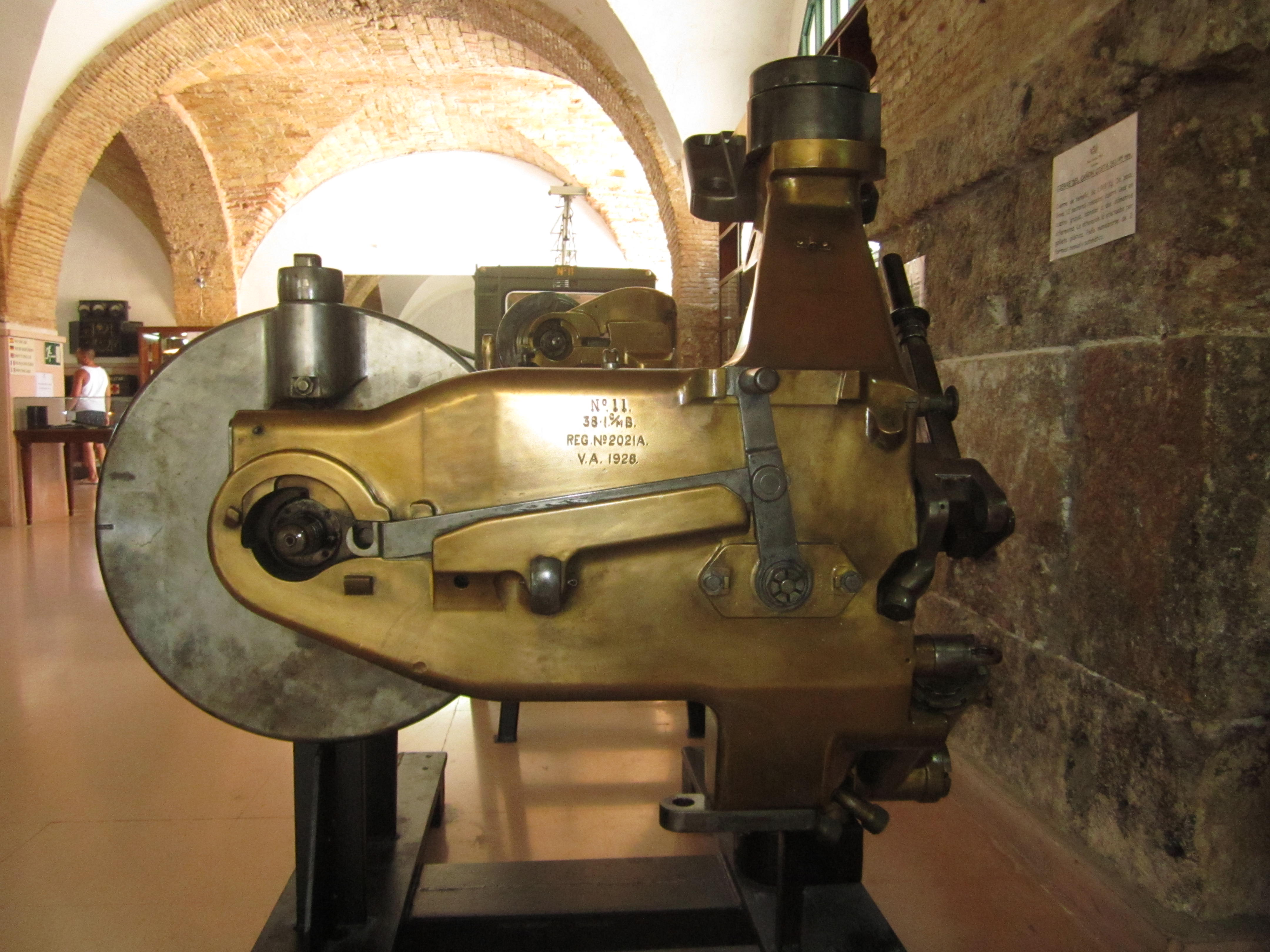
Cierre de la pieza 381/45 mm modelo B
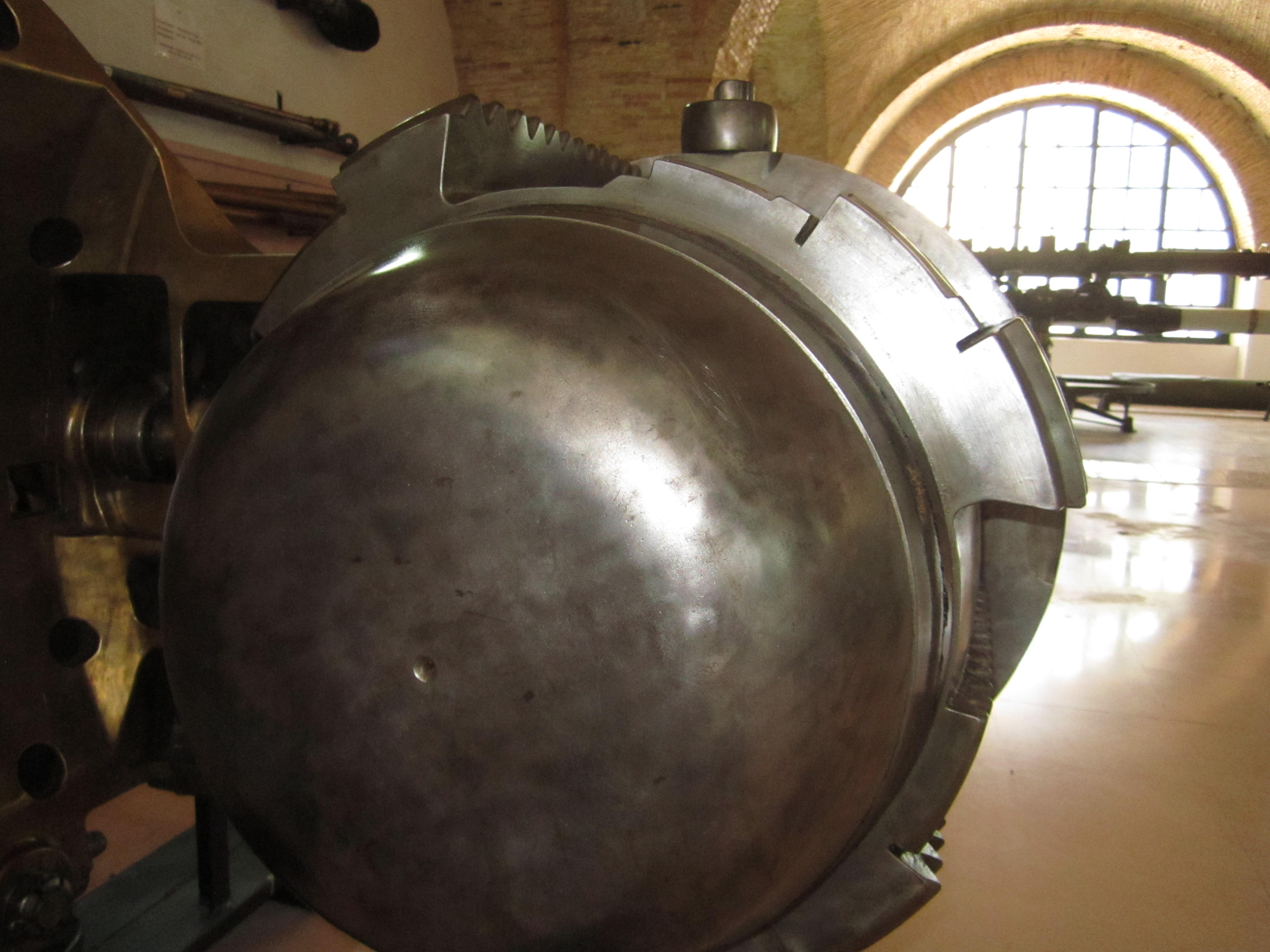
Cierre cañón 381/45 mm mostrando los sectores lisos y rayados, mostrando el obturador
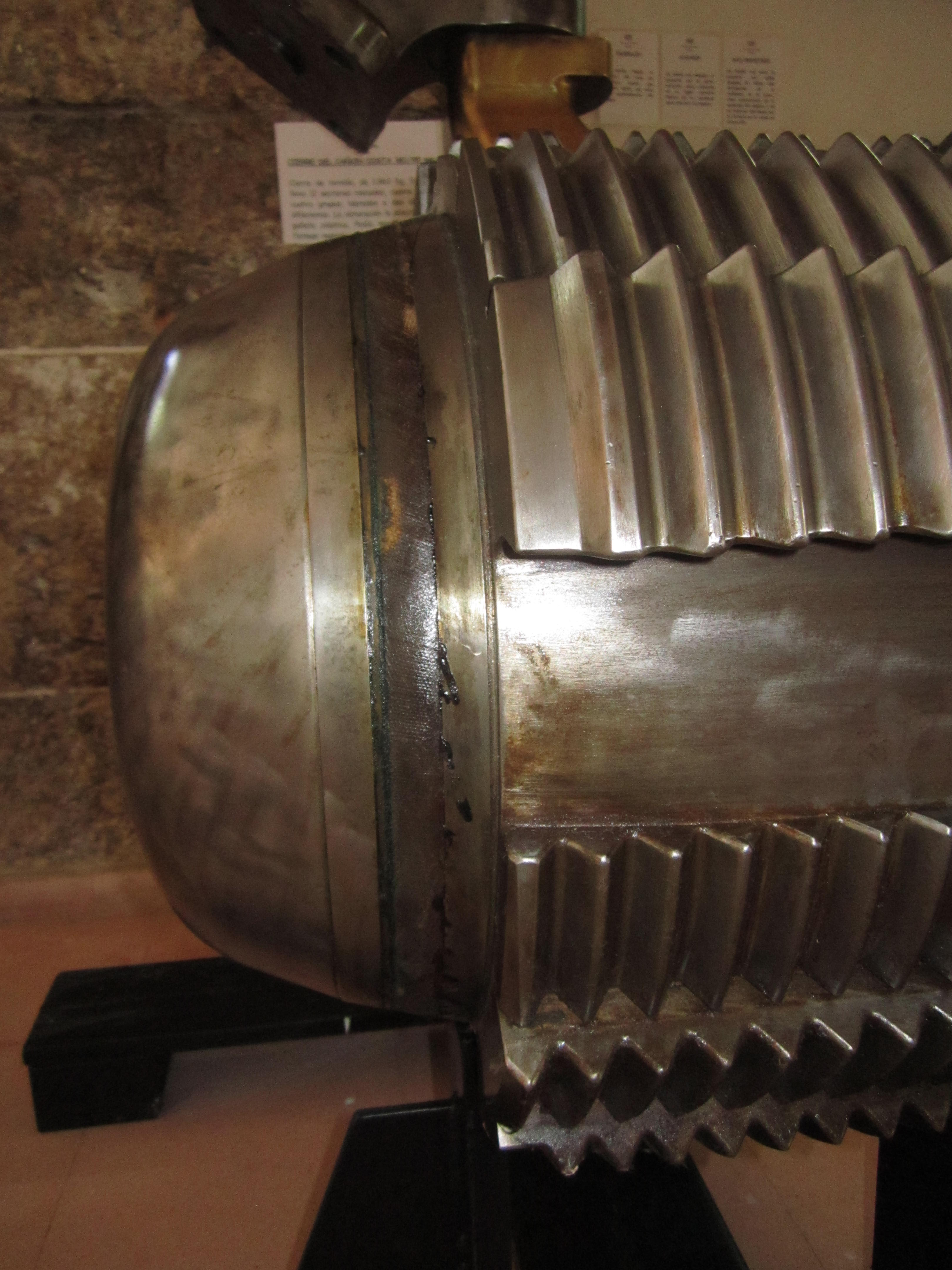
Detalle del cierre en donde se muestran los sectores y la galleta plástica

### Freno y recuperador
El freno, cuya misión es reducir el impacto provocado por el disparo del cañón, es hidráulico y consta de dos cilindros iguales ubicados en la parte superior el cañón. El recuperador, cuya función es devolver el cañón a la posición original, es neumático, colocado en un cilindro en la parte inferior del cañón.

### Dirección de tiro
Sistema que proporcionaba a las piezas la orientación y distancia de los objetivos. No se compraron direcciones de tiro Vickers para todas las piezas, por lo que se adoptó para algunas la dirección de tiro Costilla, como en el caso de la Batería de Castillitos, junto a telémetros Costilla y López Palomo.
Dirección de tiro Vickers
Formada por:
- Una Estación telemétrica principal, compuesta por un telémetro Barr and Strout  de 9,14 m

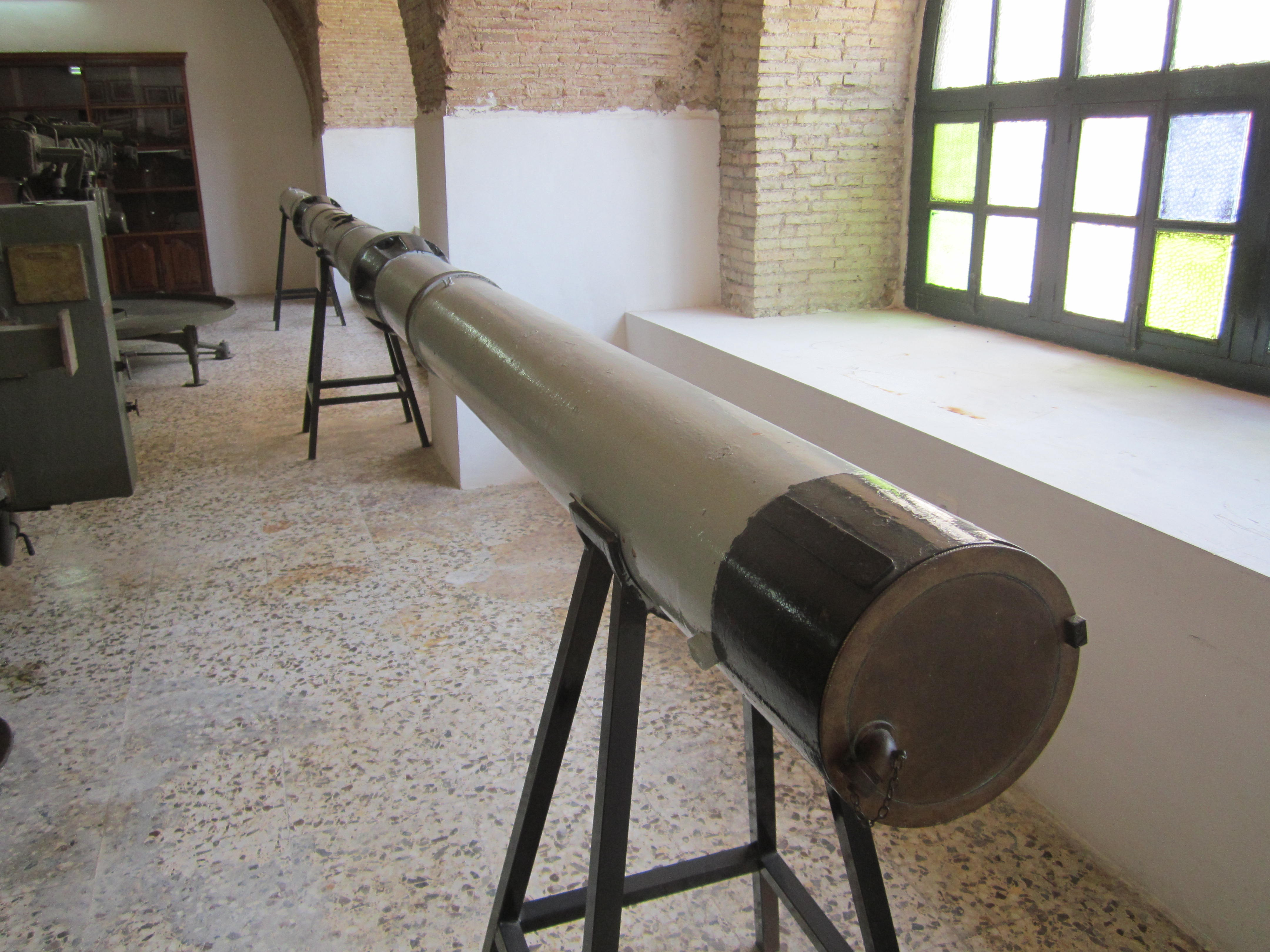
Telémetro Barr and Stroud de 9,14 m de base
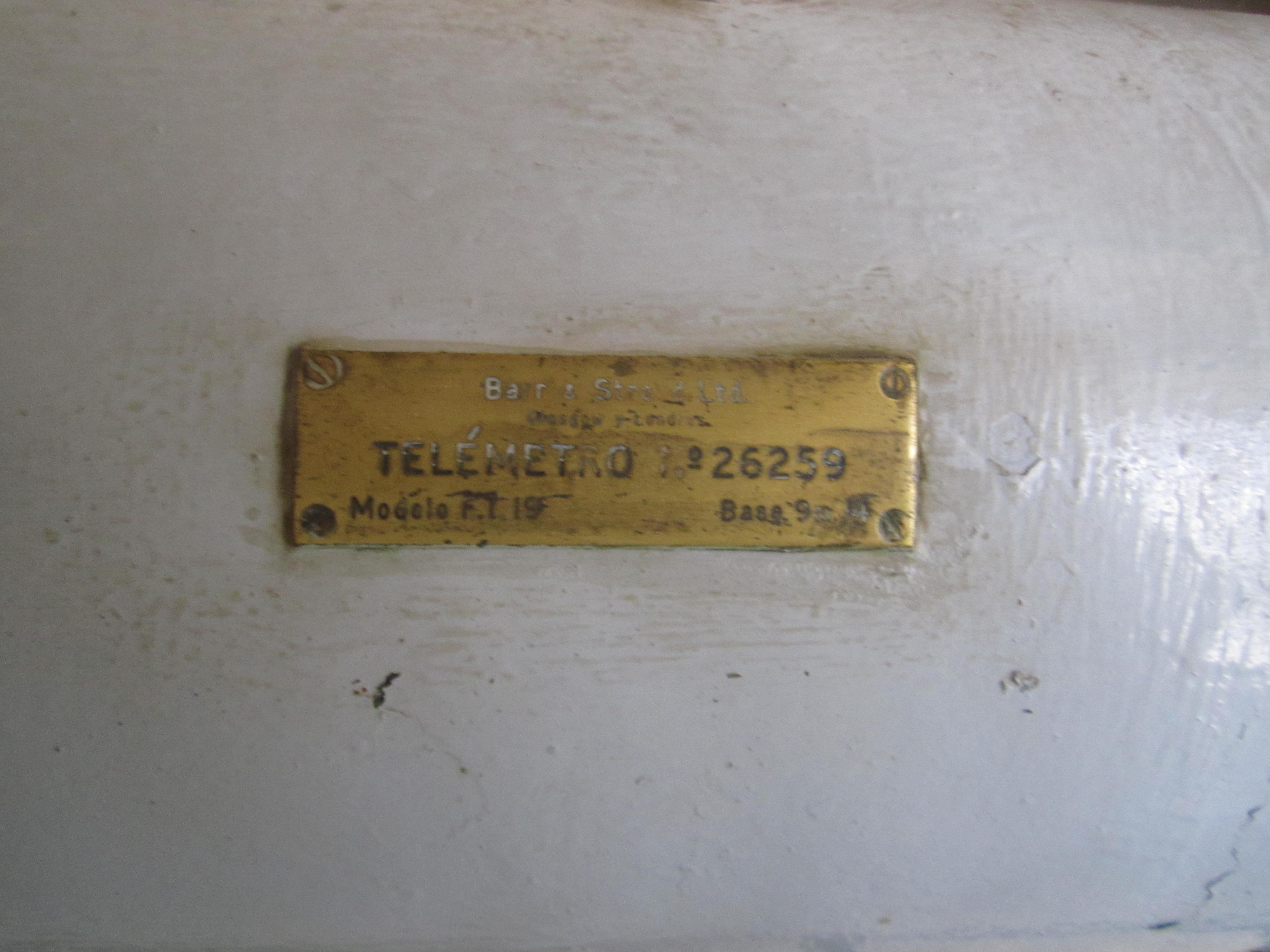
Chapa telémetro Barr and Stroud

- Estación de observación, con la misión de observar el pique de los proyectiles y corregir la puntería.
- Estación telemétrica auxiliar, equipadas con un telémetro Barr and Stroud de 2,74 metros. Se usaba cuando fallaba la Estación telemétrica principal, estaba conectada directamente a la Estación de pieza, sin pasar por la Central calculadora.

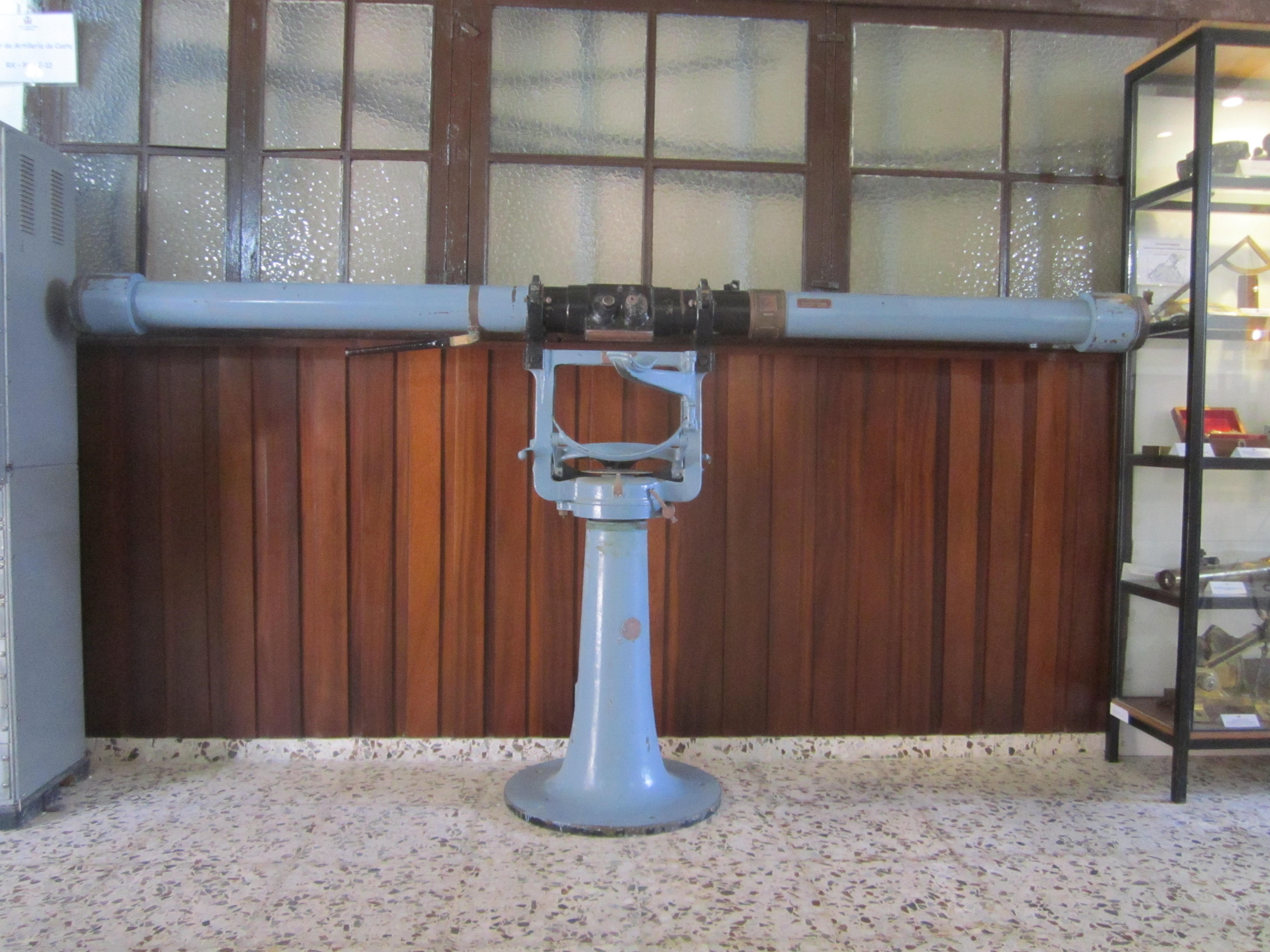
Telémetro Barr and Stroud de 2,74 m de base
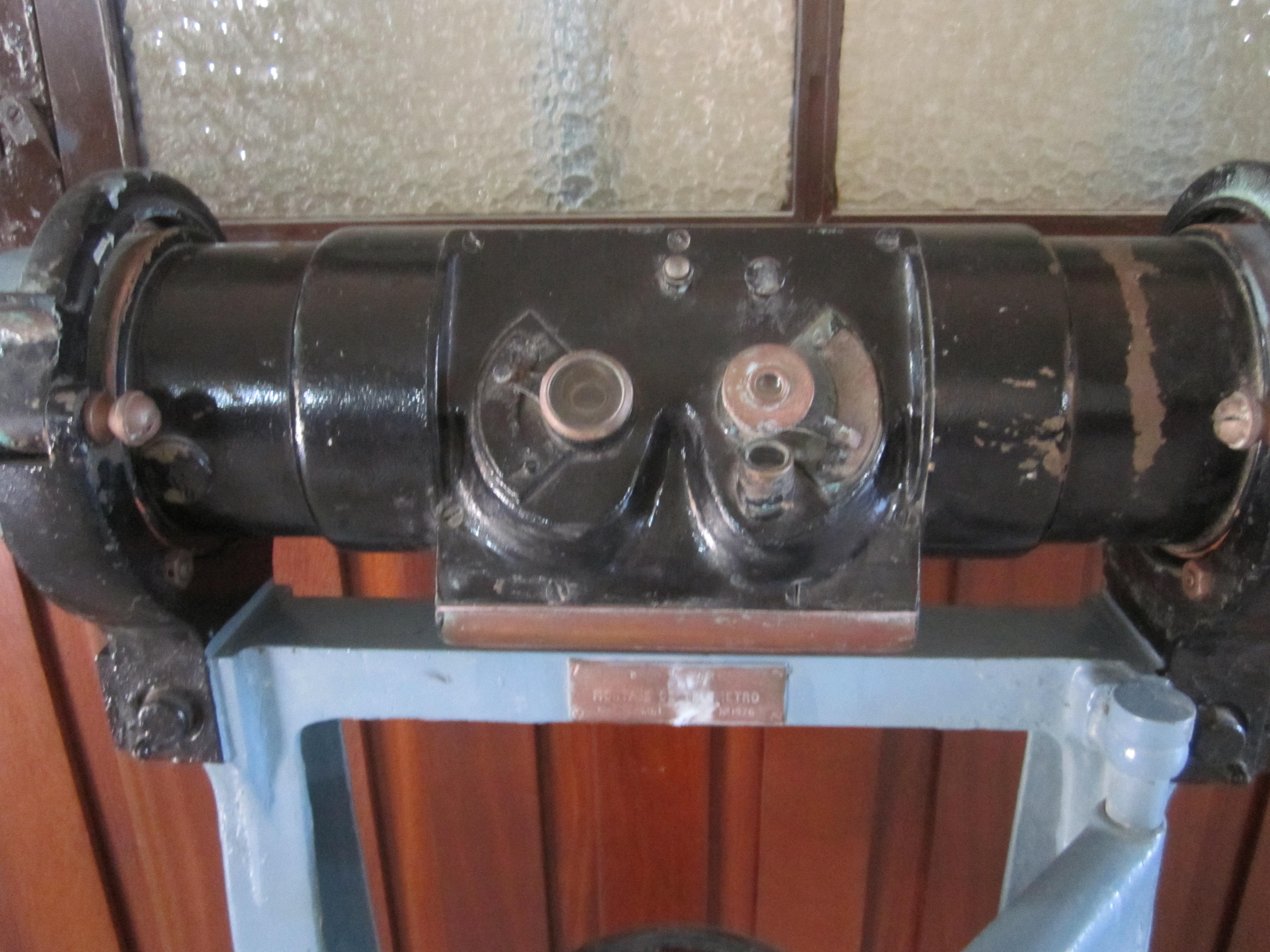
Visores
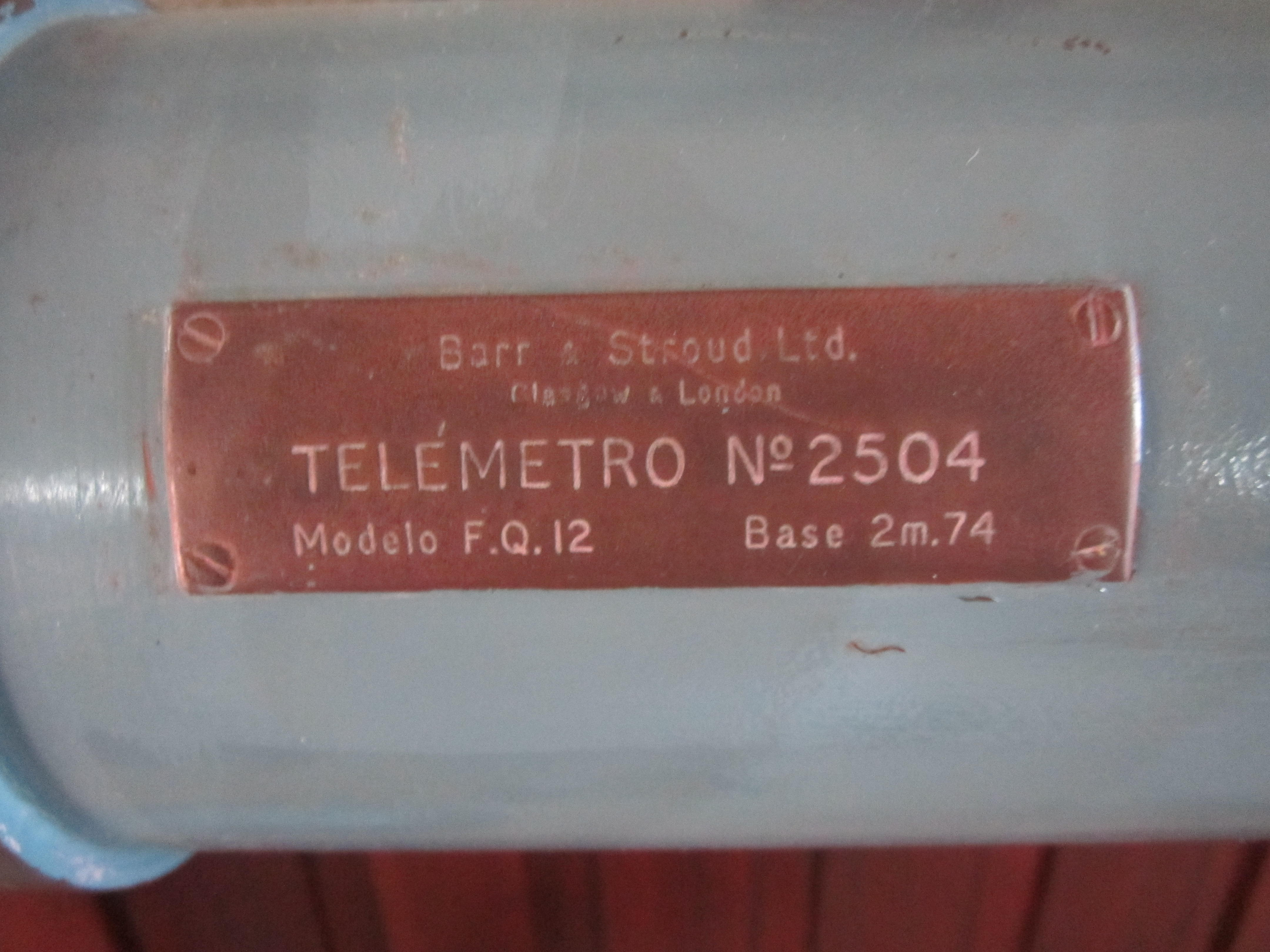
Chapa del telémetro

- Estación central calculadora, en donde se realizan los cálculos para el disparo de las piezas y posterior envío a éstas.
- Estación de pieza, receptores ubicados en la pieza y conectados a la Estación calculadora central y a al telémetro auxiliar.
- Sala de motores, la cual proporcionaba energía para los aparatos descritos, colocada junto a la Estación central calculadora, disponiendo, además, de baterías para el suministro de energía eléctrica en caso de fallo de los motores.

Dirección de tiro Costilla
Formada por los mismos elementos que la Vickers, siendo más precisa. Destacar que la dirección de tiro aquí mostrada es para tres piezas.

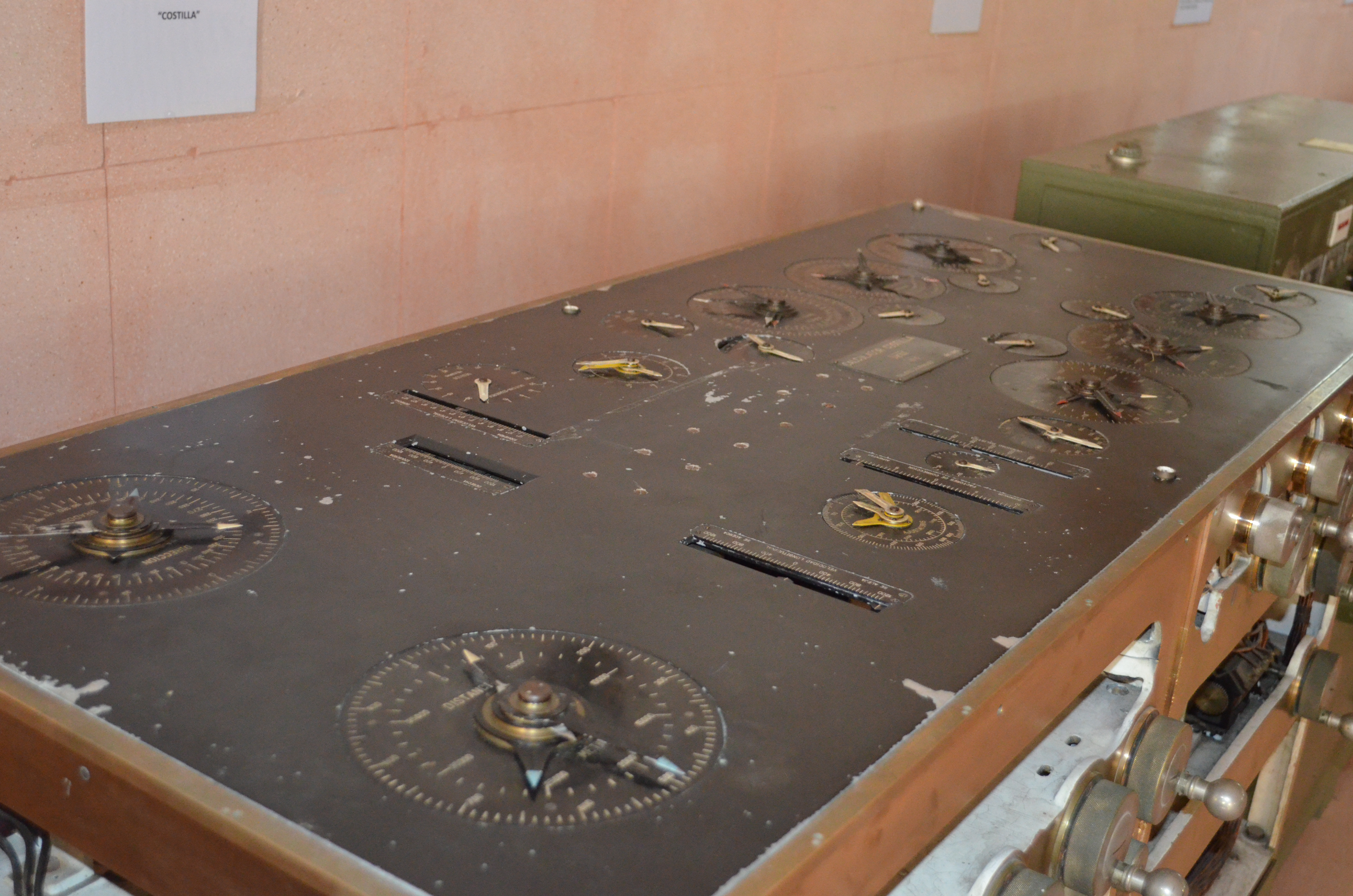
Dirección de tiro Costilla
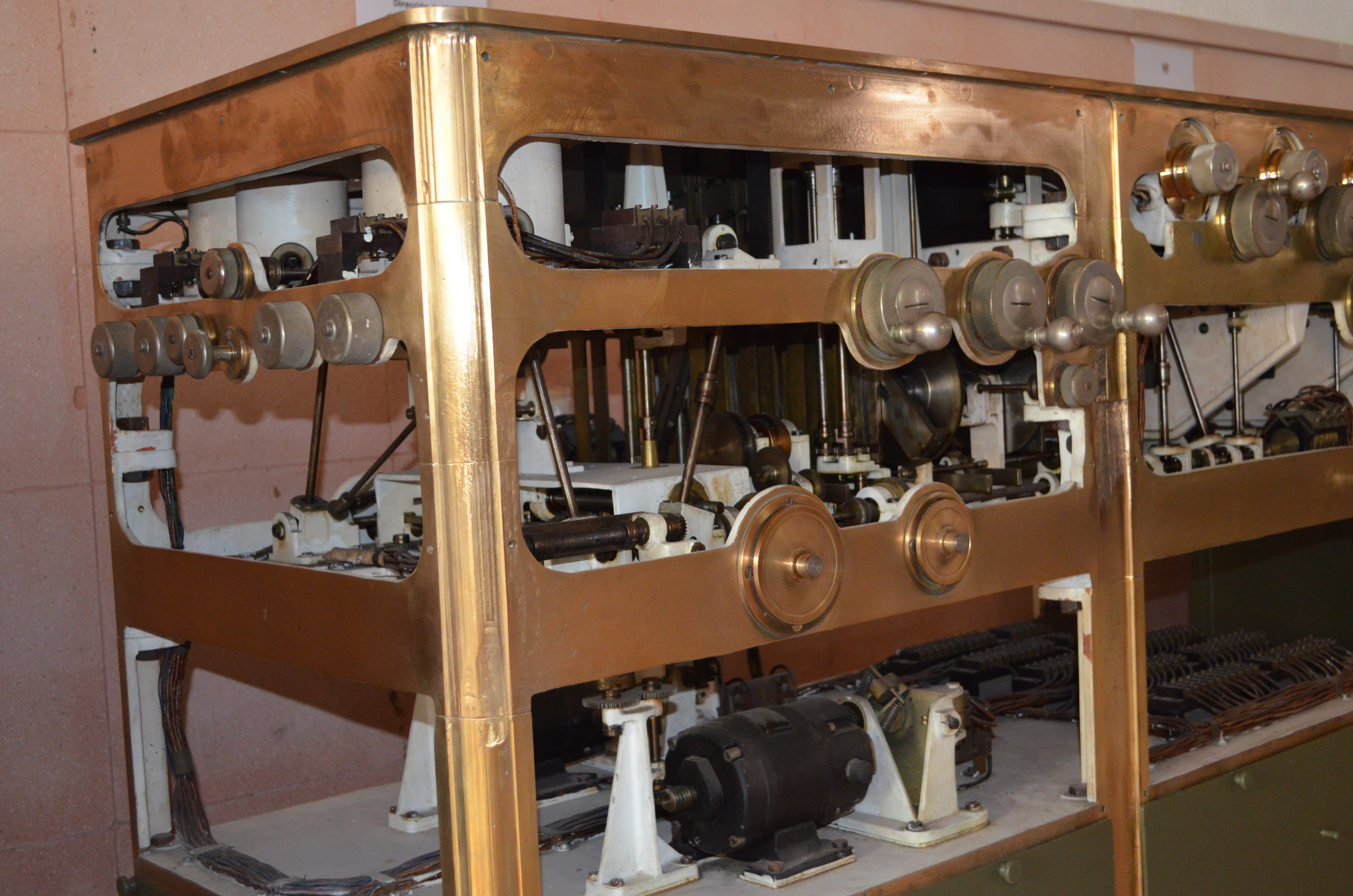
Interior de la dirección de tiro
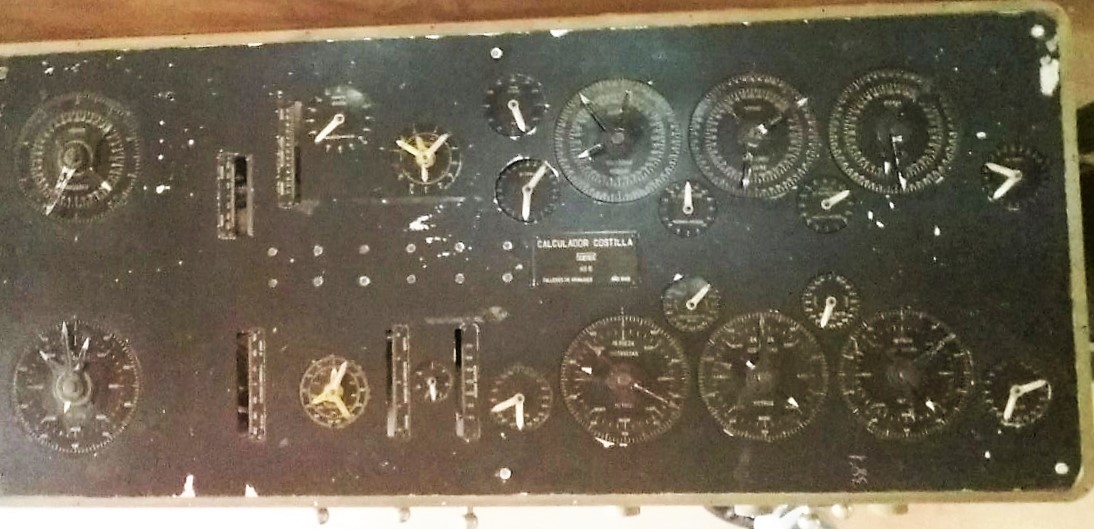
Estación calculadora para 3 piezas de 381/45 mm

Dirección de tiro electrónica 
En la batería de Paloma Alta, posiblemente en alguna más, en el año 1972 se procede a la instalación de un Radar Marconi modelo RX-80 E-12 con un alcance de 60 km. En el año 1985, la misma batería instala una dirección de tiro (Sistema de Dirección de Tiro) Philips SDT 9KA-410

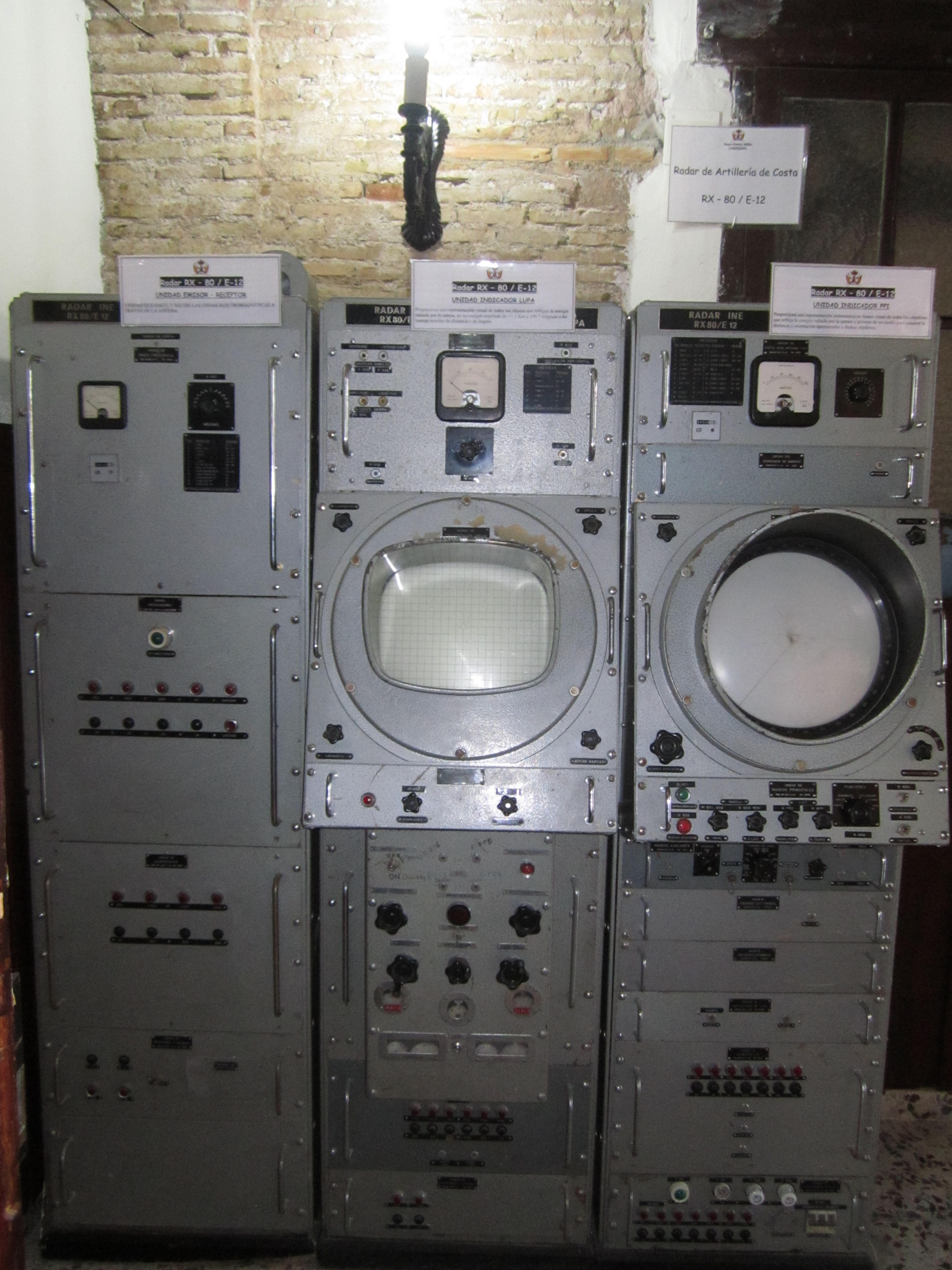
Radar para piezas  Vickers 15'24 y 38'1 cm

### Sala de motores
Cuenta con dos motores; uno de 125 hp y otro de 25 hp. El primer motor es el que suministra la energía hidráulica necesaria para el manejo de la pieza y sus elementos, mientras el segundo proporciona electricidad, 24 voltios en corriente continua. En la misma sala se encontraban los mecanismos de refrigeración de los motores, así como los depósitos de aceite, etc.

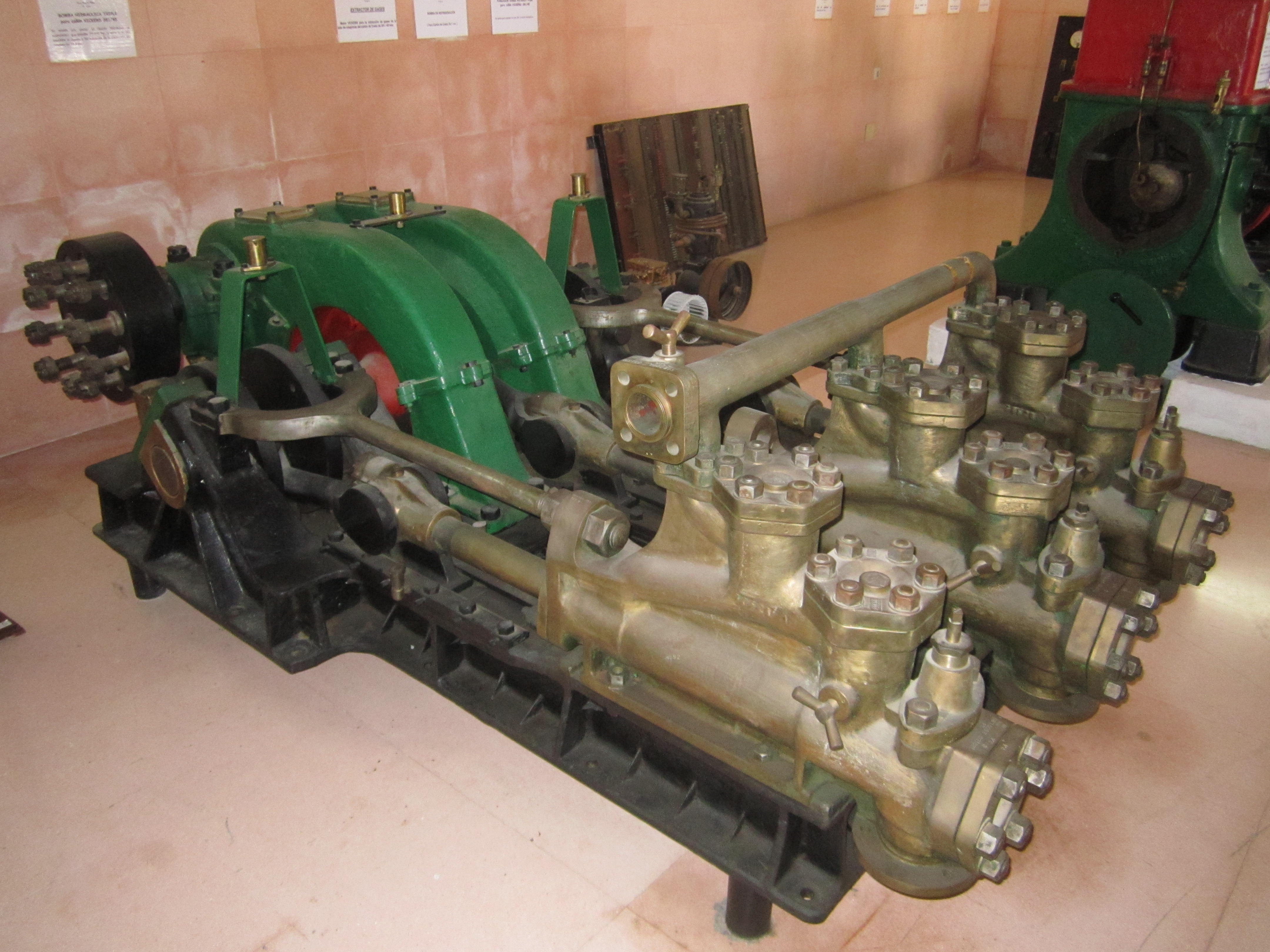
Bomba hidráulica
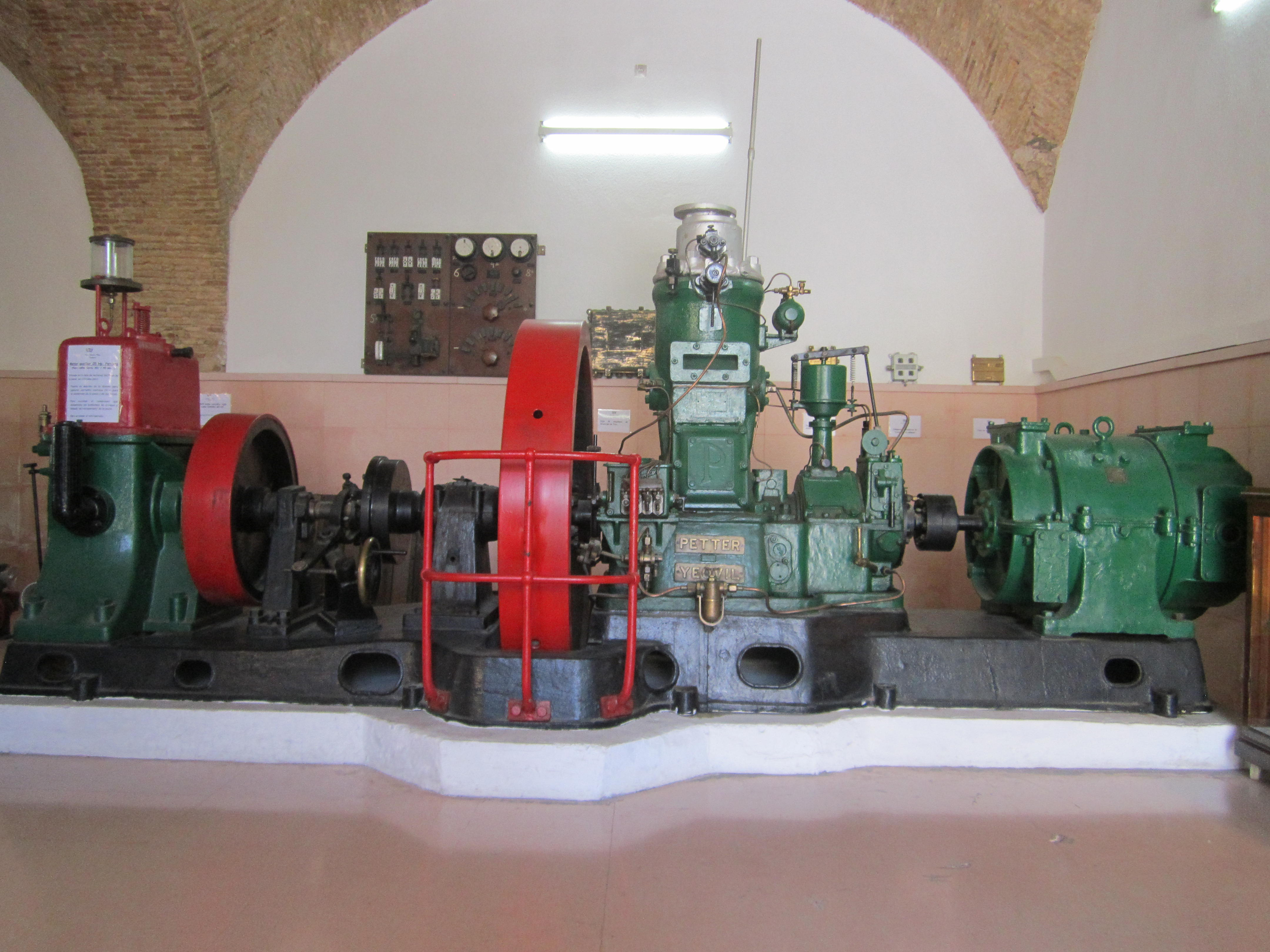
Motor de 25 hp pieza 381/45 mm

## Asentamiento
La pieza se encuentra colocada a barbeta sobre una explanada de tiro, con pendiente descendente a partir de la pieza para dispersar el humo del disparo, protegida por un carapacho de 7 mm de espesor remachado, con aberturas para los elementos de puntería de la pieza, ventilación y a retaguardia una puerta para poder cargar la pieza manualmente, con tres pisos por debajo con zonas de trabajo, motores y chilleras. Los cañones debían de ser movidos a diario para repartir el peso de la pieza.

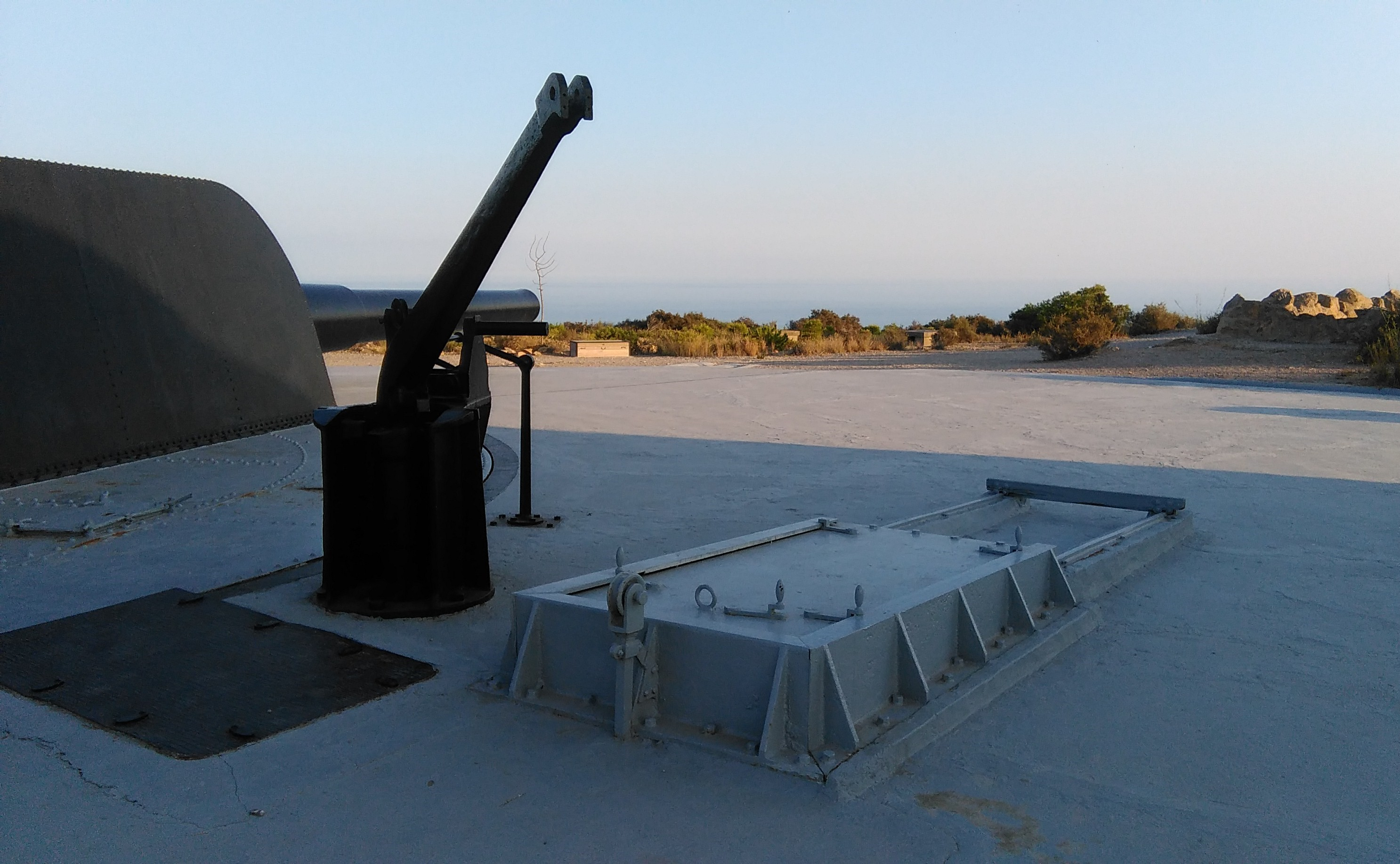
Pieza y grúa de accionamiento manual
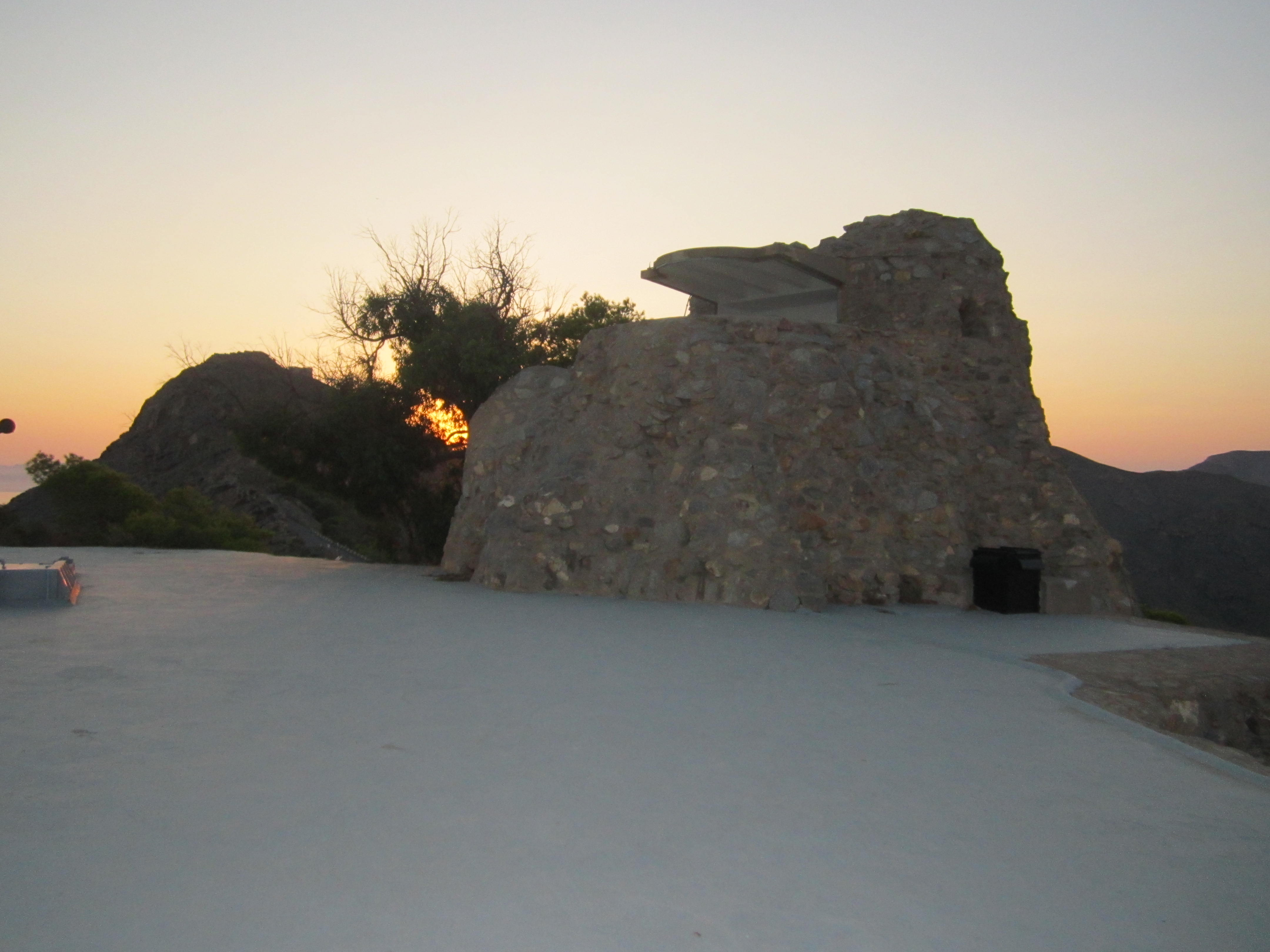
Puesto telemétrico auxiliar
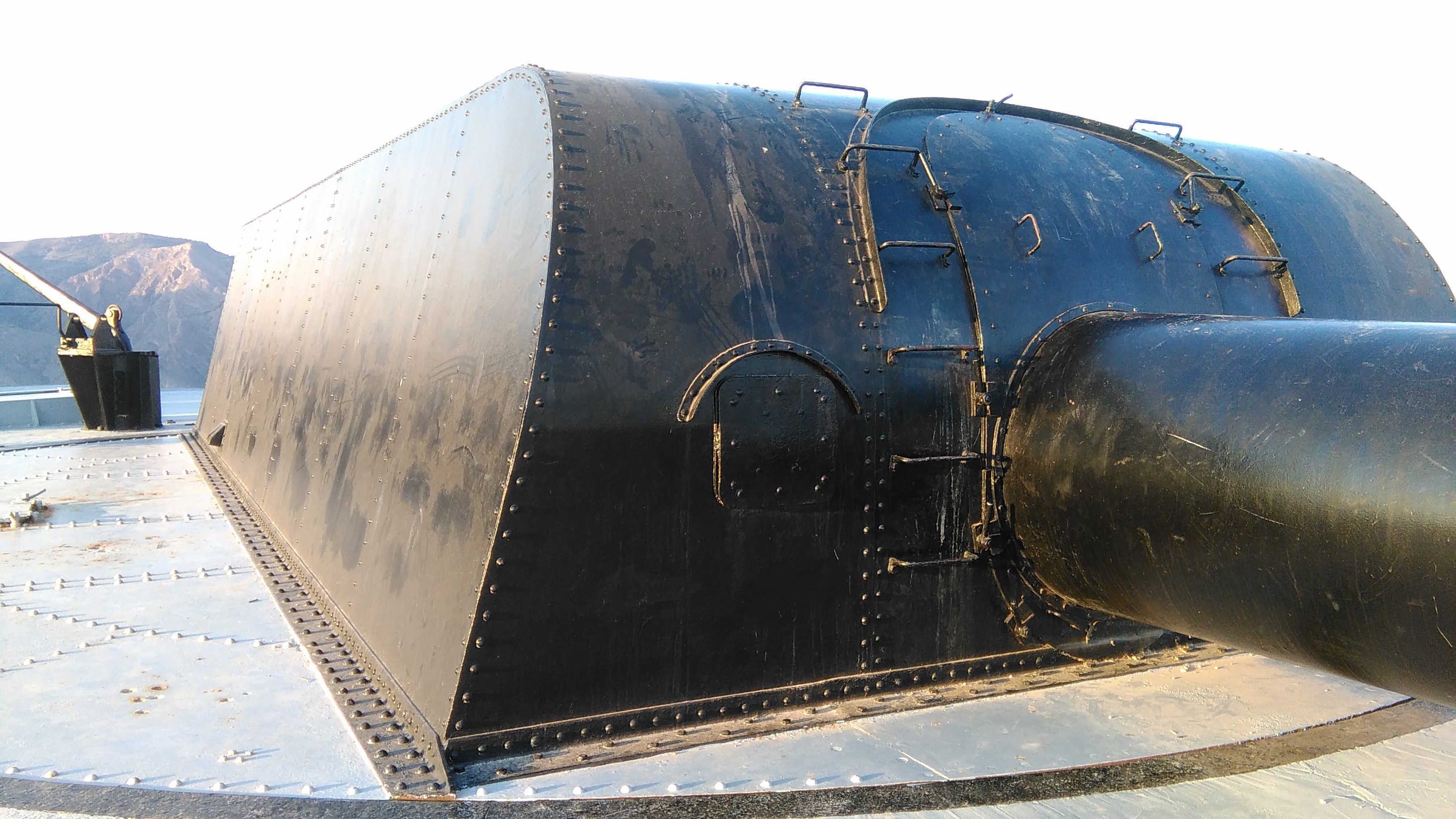
Frontal de la casamata
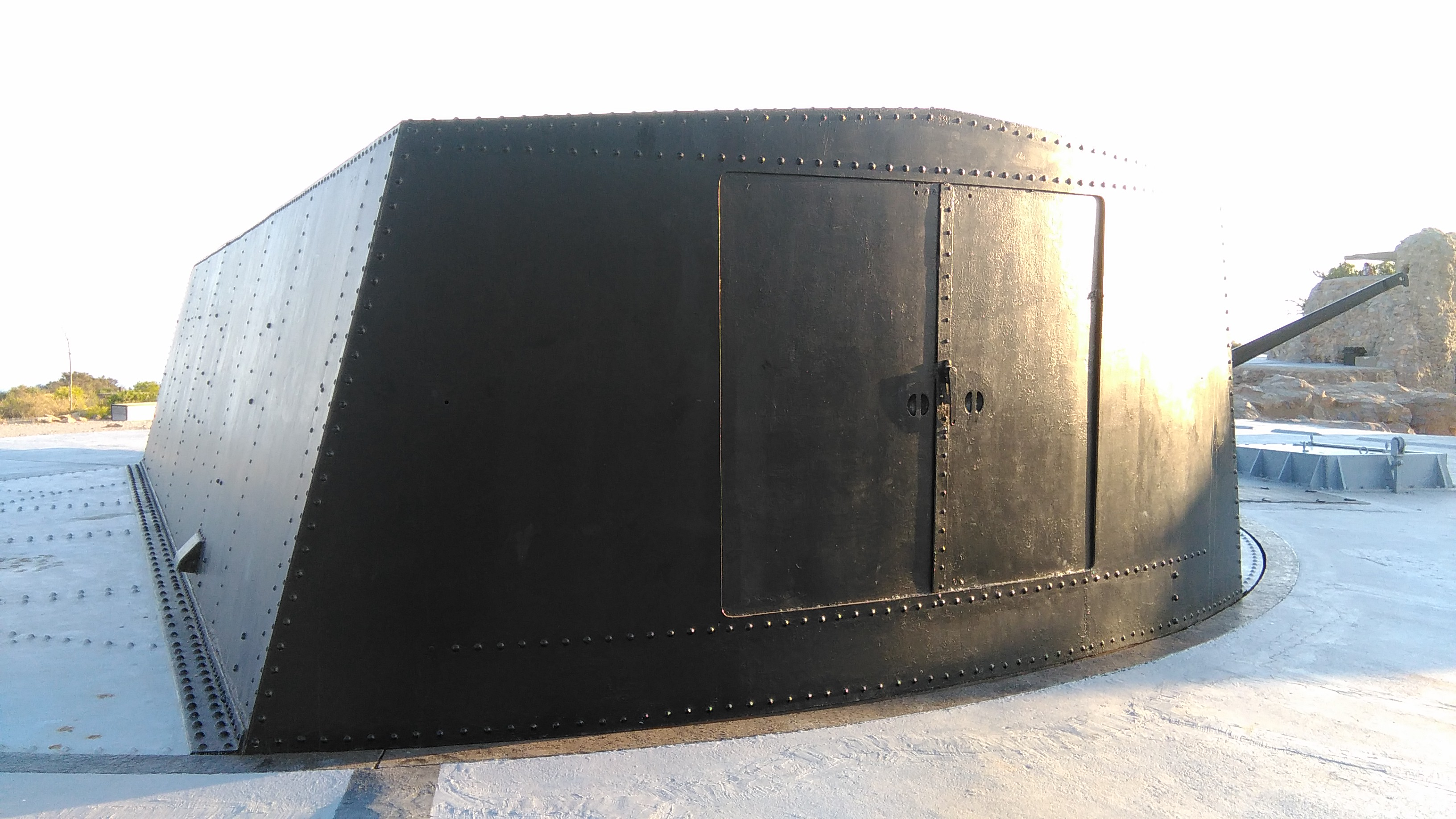
Parte trasera del carapacho

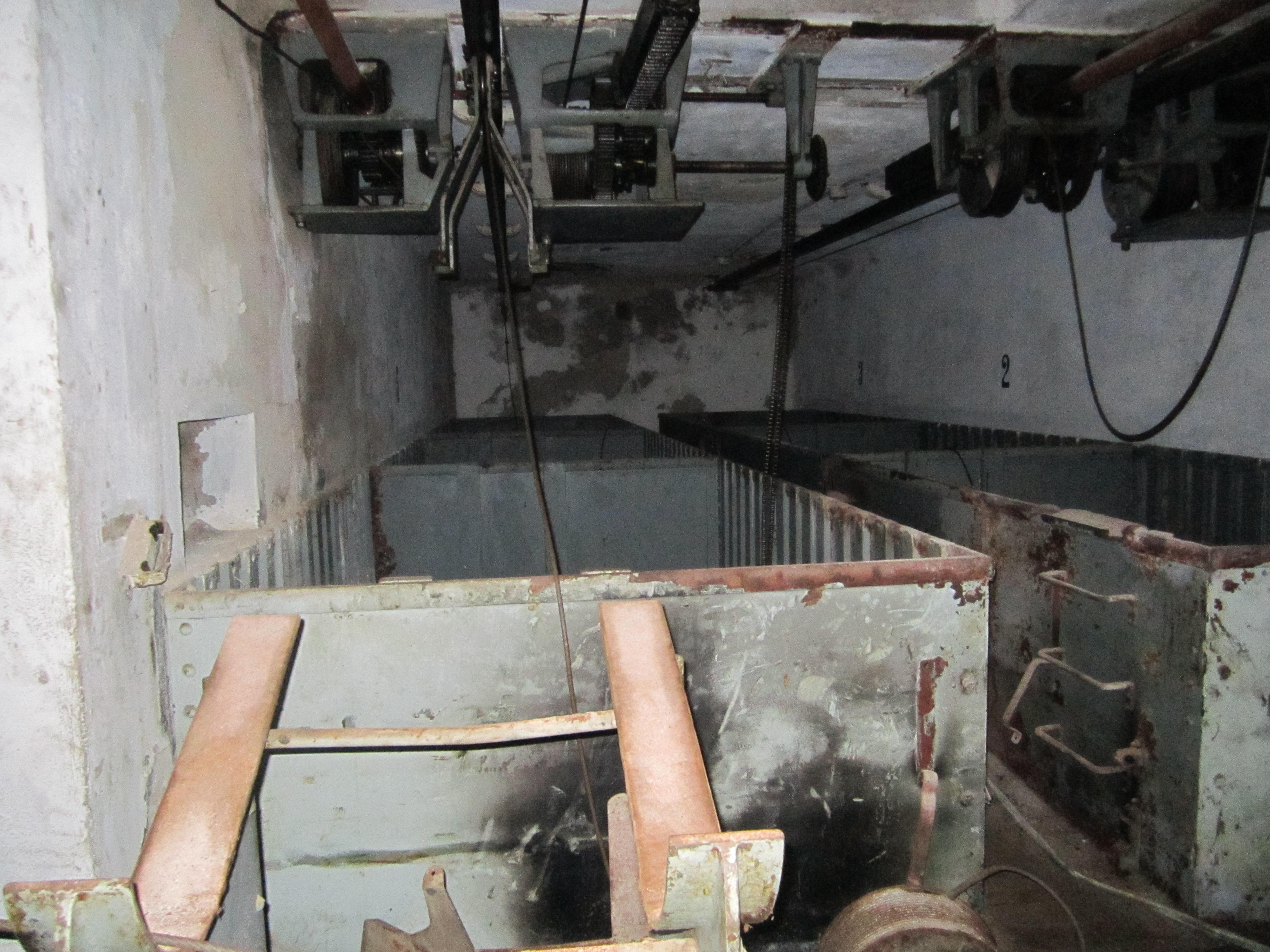
Chilleras
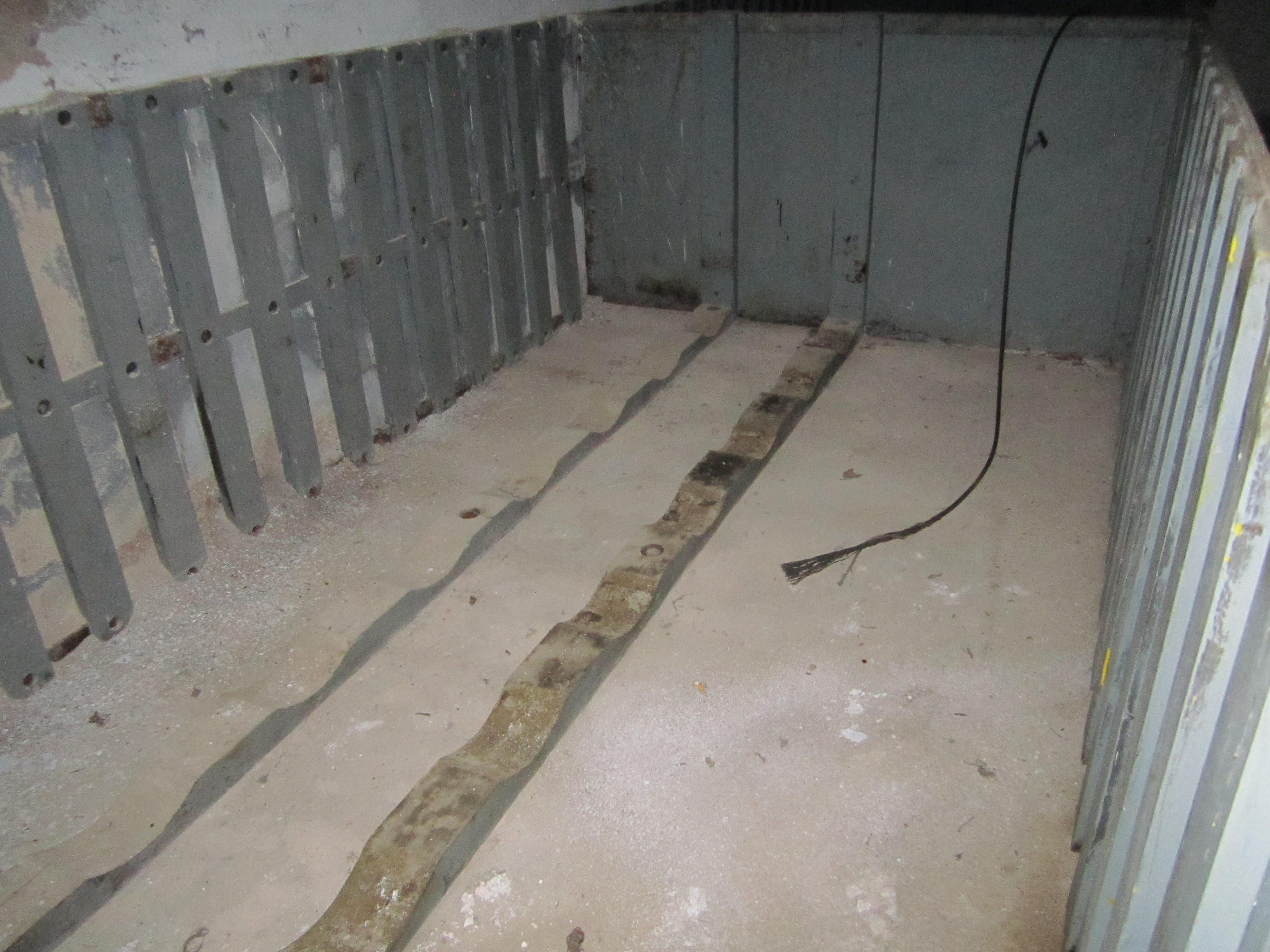
Interior de una chillera
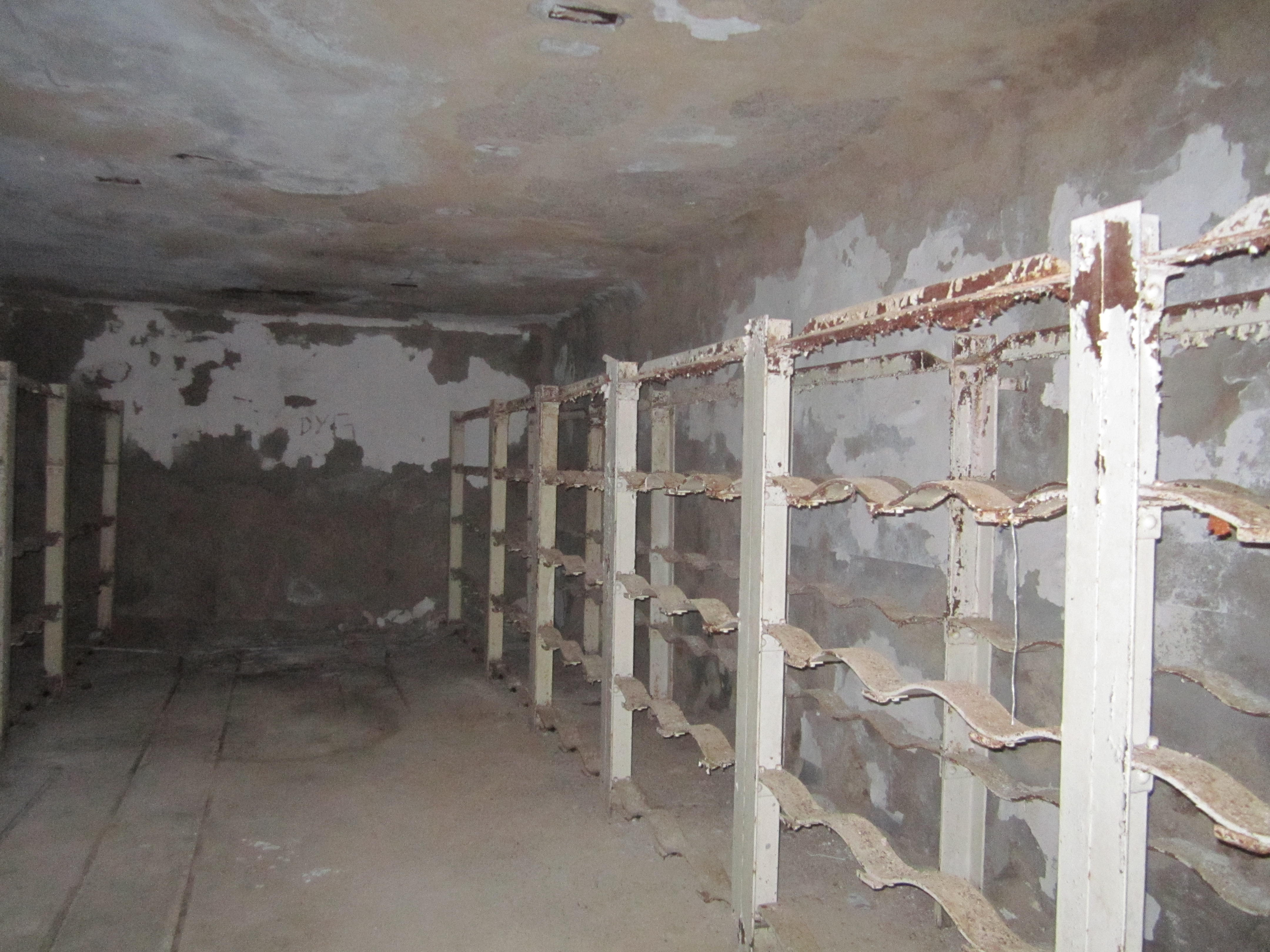
Almacén de cargas
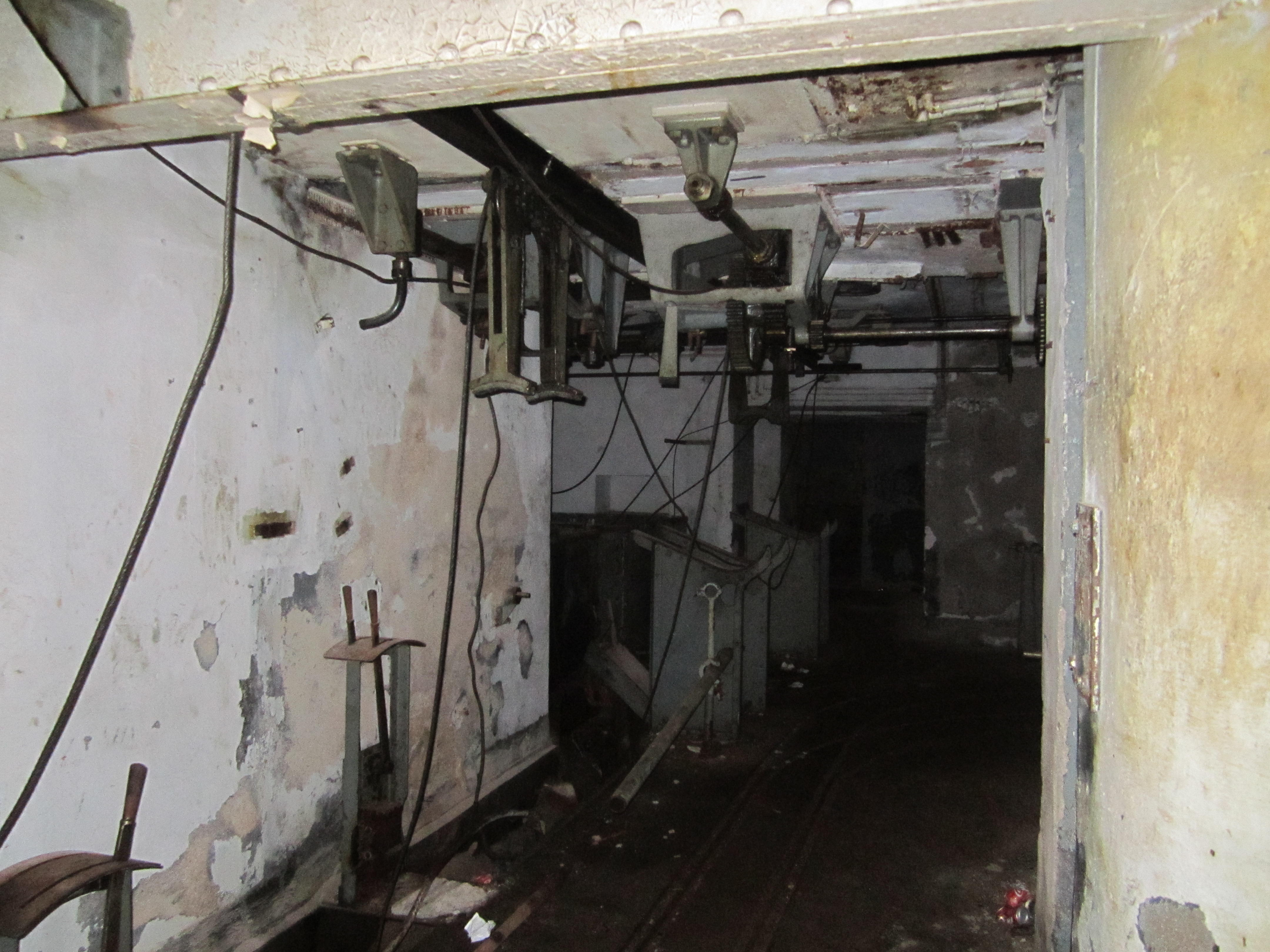
Zona de preparación y trabajo
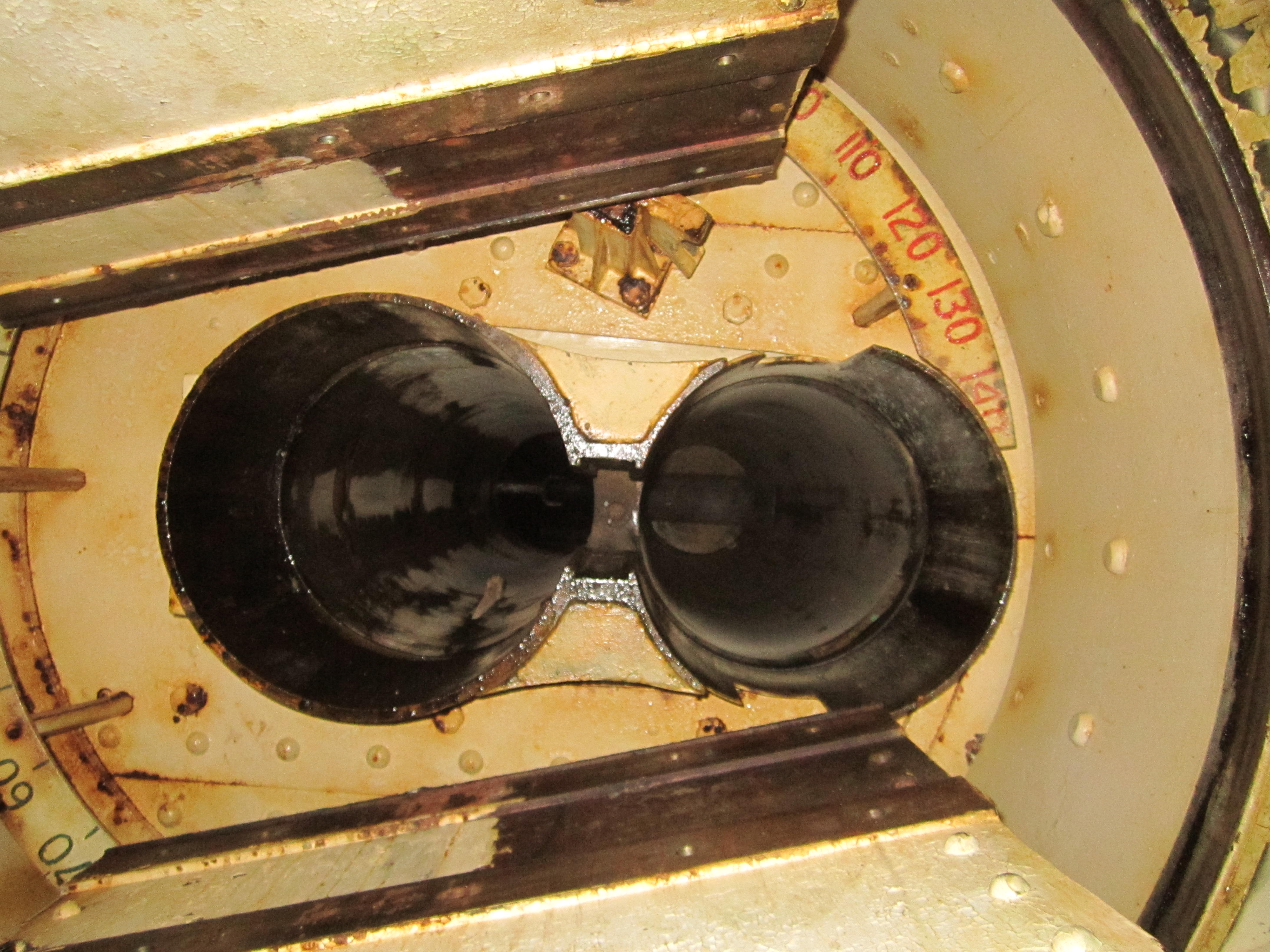
Ascensores para el proyectil y la carga
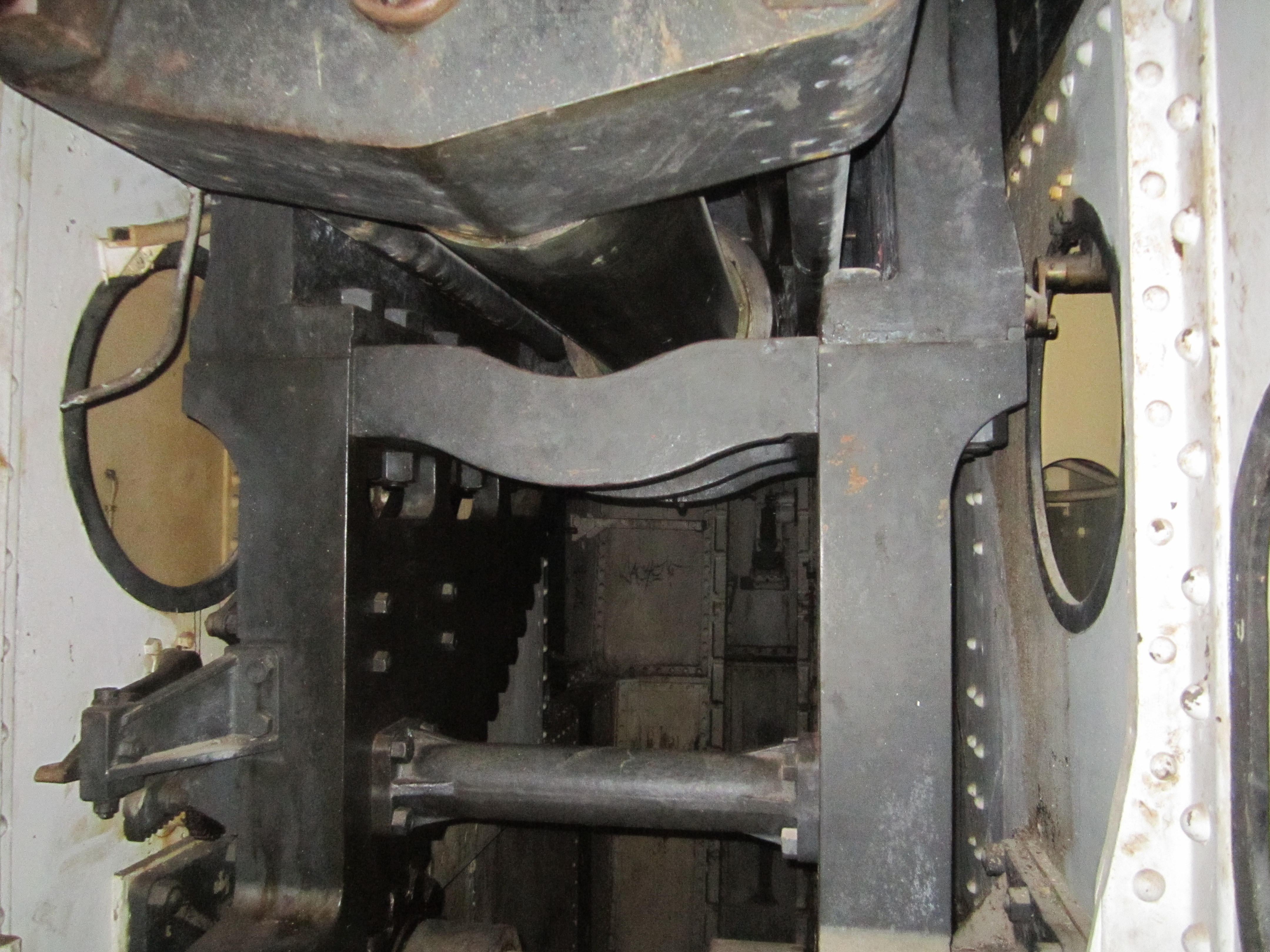
Parte inferior del tubo
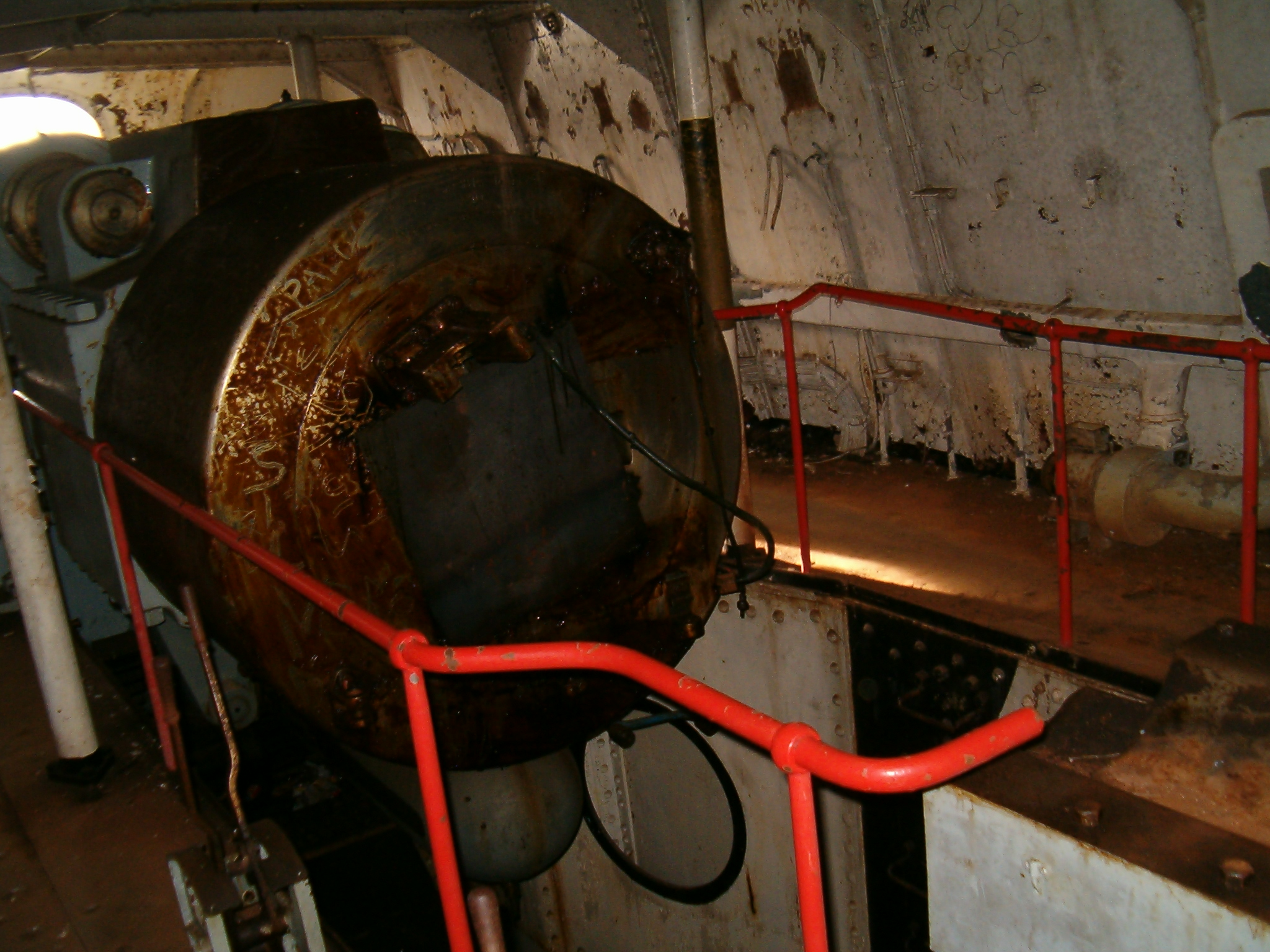
Parte trasera del tubo, falta el cierre
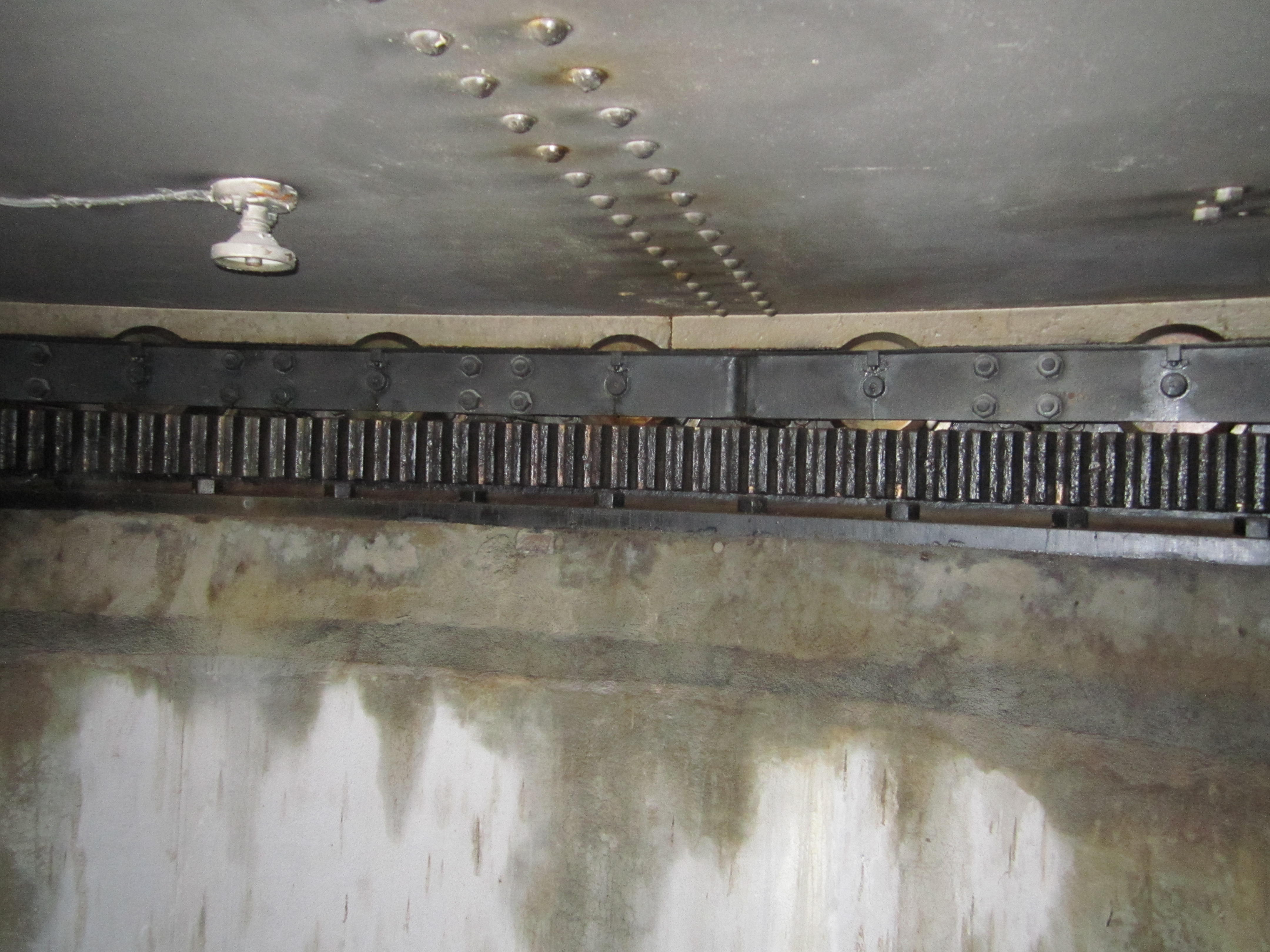
Base de la casamata

## Proyectiles
|                        | Longitud    | Peso   | Carga de proyección | Vo      | Alcance  | Espoleta          | Carga explosiva    |
| ---------------------- | ----------- | ------ | ------------------- | ------- | -------- | ----------------- | ------------------ |
| Proyectil perforante   | 1 526'54 mm | 885 kg | 196 kg              | 762 m/s | 35 100 m | Bofors, de culote | 18 kg de trilita   |
| Proyectil rompedor     | 1 770'3 mm  | 885 kg | 196 kg              | 762 m/s | 35 100 m | Bofors, de culote | 76'2 kg de trilita |
| Proyectil de ejercicio | 1 526'54 mm | 885 kg | 148'5 kg            | 585 m/s | 22 300 m | Sin espoleta      | Sin carga          |

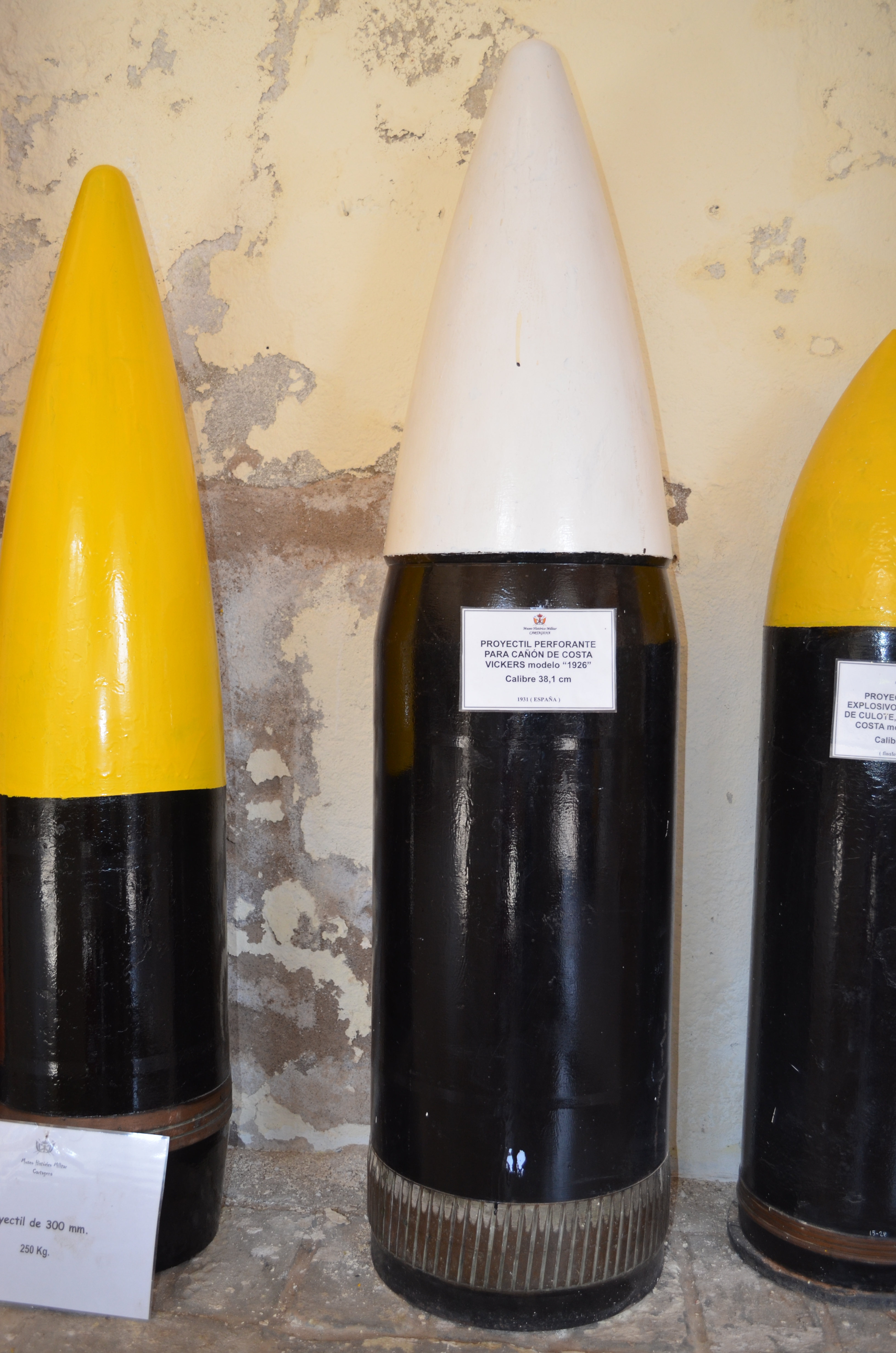
Proyectil de 381 mm disparado
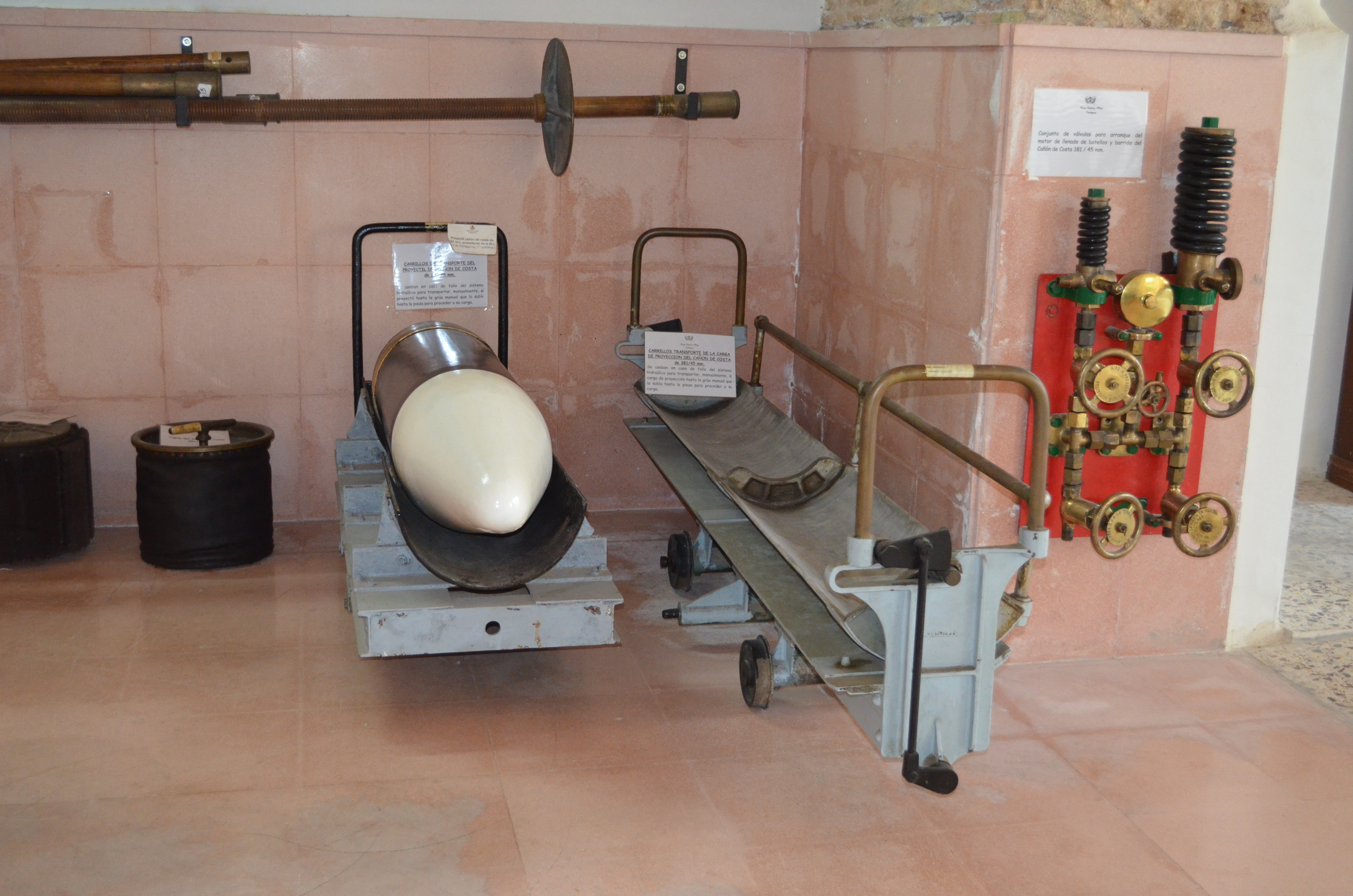
Carrillos para proyectiles y saquetes de pólvora
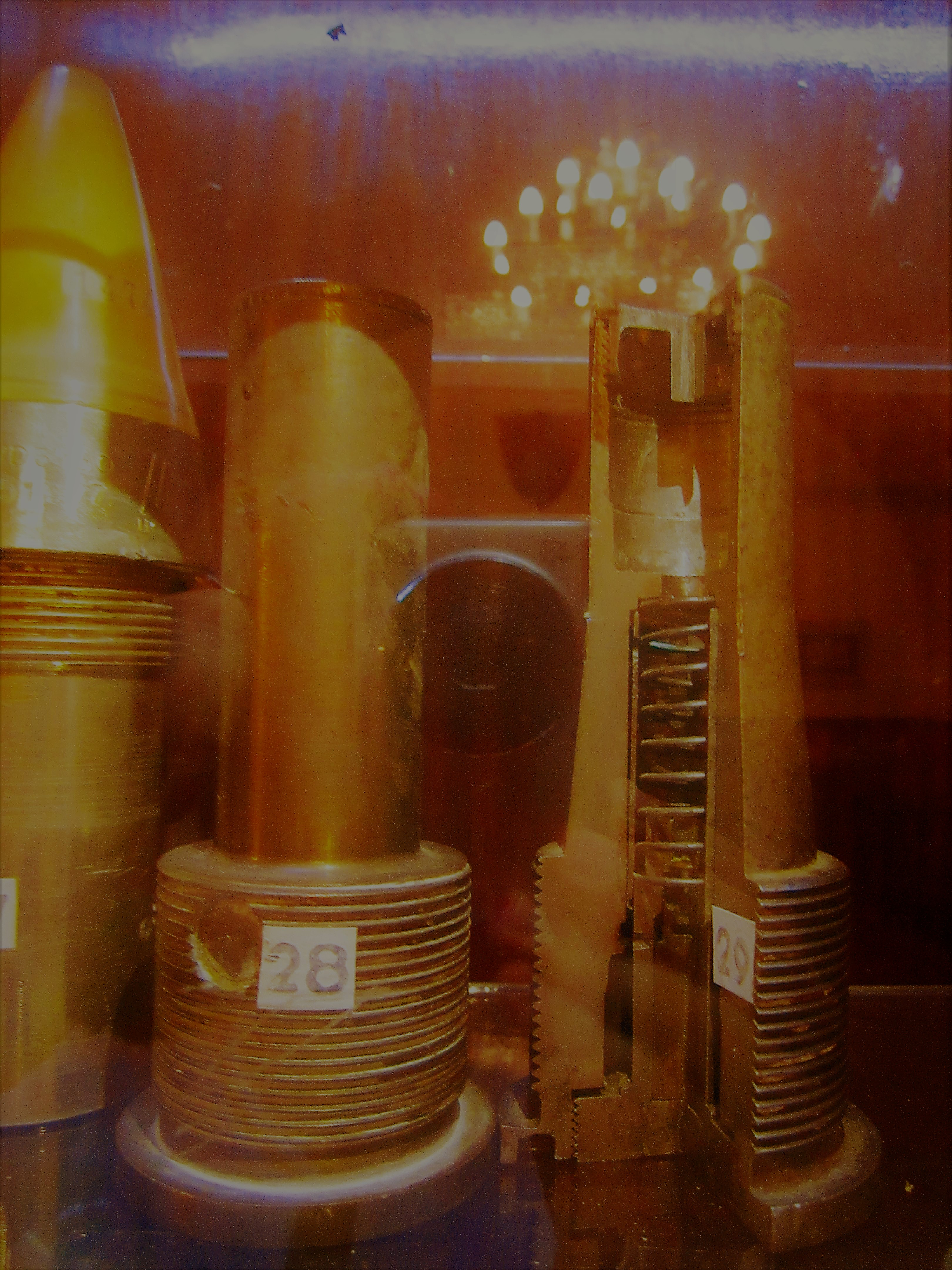
Espoleta M-17/21 de culote a percusión Bofors para proyectiles de 152,4 mm y 381 mm, fabricadas en 1923

El proyectil mostrado es el perforante. La parte blanca está formada por la falsa ojiva, para proporcionar la proyectil capacidad aerodinámica y la cofia de acero, para evitar que el proyectil perforante se desvíe al impactar. En la banda de forzamiento están marcadas las estrías del ánima del cañón.
Están fabricados en acero, con 18 kg de TNT, con la banda de forzamiento de cobre. En el año 1945 la dotación de cada pieza era de: 25 proyectiles perforantes, 80 rompedores y 10 de instrucción u ordinaria.